# Lorenzo Lotto

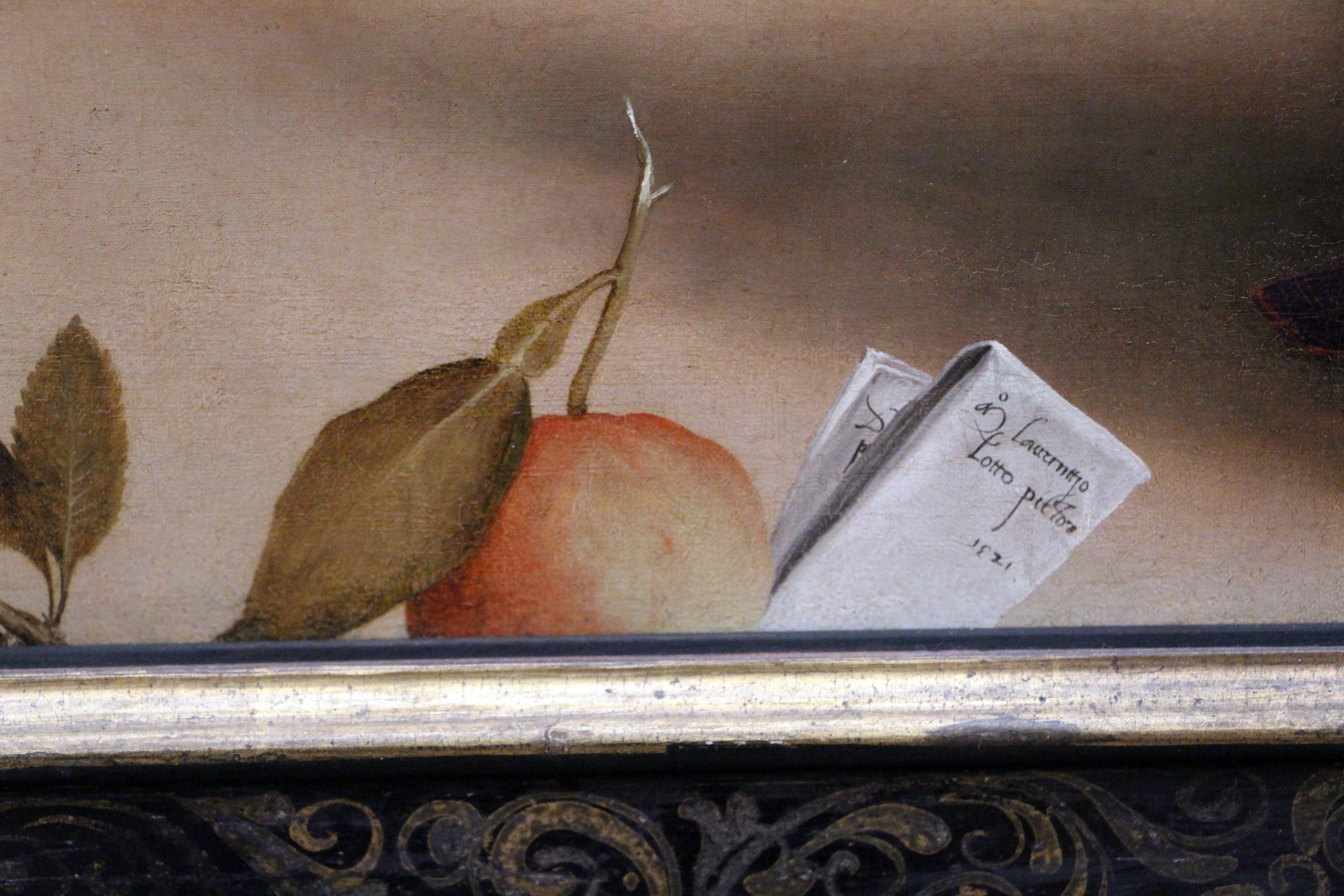
Signatur Lorenzo Lottos von 1521 auf dem Bild Christus nimmt Abschied von seiner Mutter, Gemäldegalerie, Berlin

Lorenzo Lotto (* 1480 in Venedig; † vor Juli 1557 in Loreto) war ein bedeutender italienischer Maler der Hochrenaissance und des frühen Manierismus.

## Leben

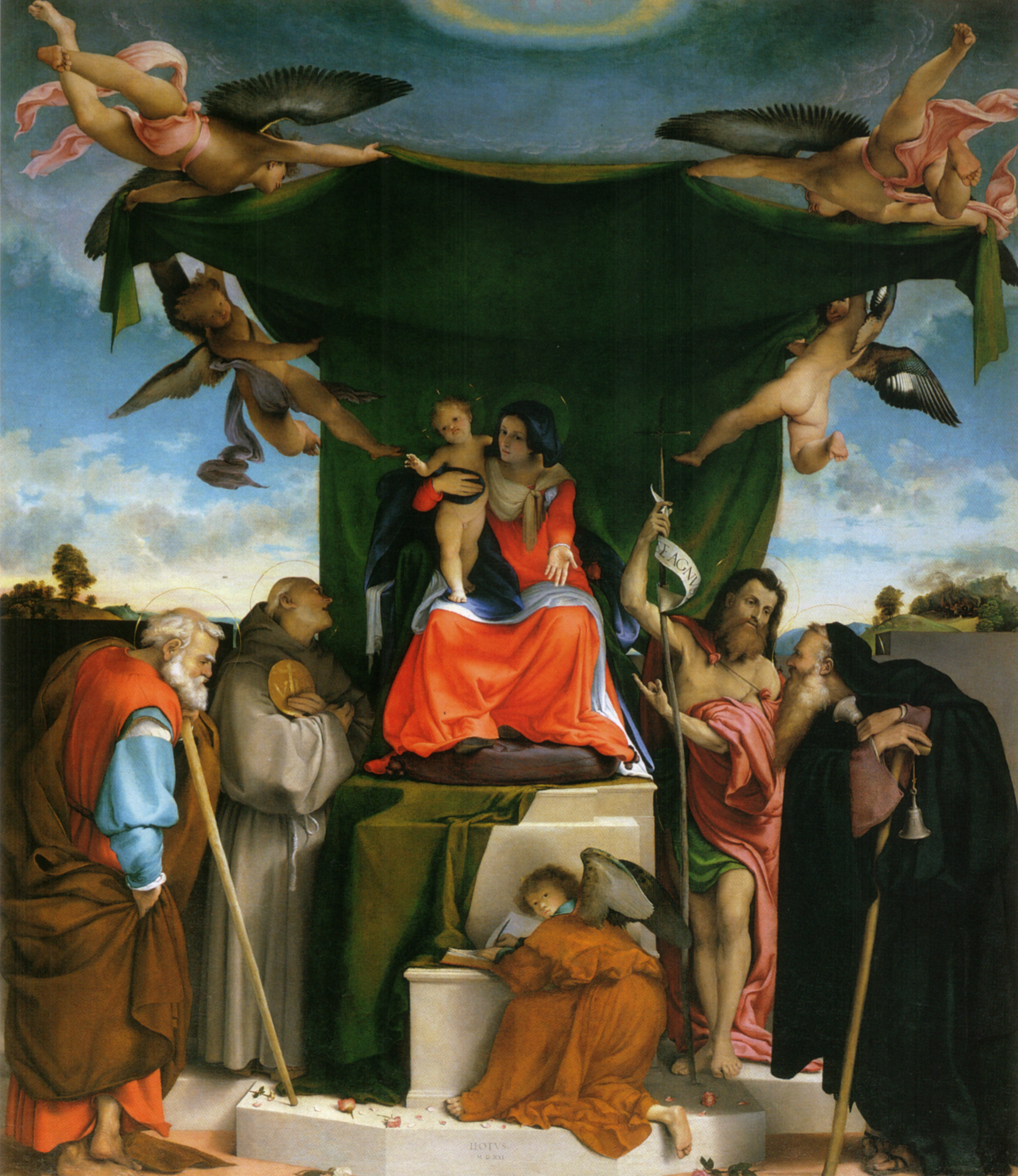
Thronende Madonna mit Kind und Heiligen (Pala di San Bernardino), 287 × 268 cm, San Bernardino in Pignolo, Bergamo, 1521

Über Lorenzo Lottos Jugend und Ausbildung ist nichts bekannt. Sein Vater hieß Tommaso Lotto. Vor allem in seinen frühen Werken zeigt sich Lorenzo beeinflusst von der Malerei Giovanni Bellinis (1430–1516), und auch von Albrecht Dürer, der 1494–95 und 1505 in Venedig weilte, und von dem er wahrscheinlich mehr als nur Stiche kannte.
Das erste bekannte Dokument, in dem Lottos Name genannt wird, stammt vom 10. Juni 1503, als er in Treviso im Veneto seinen Wohnsitz hatte. Sein wichtigster Mäzen in dieser Stadt war der Bischof Bernardo de’ Rossi, von dem er 1505 auch ein bedeutendes Porträt malte. Er hatte sich bereits einen hervorragenden Ruf erarbeitet und wurde in einem Dokument von 1505 als „pictor celeberrimus“ (sehr berühmter Maler) bezeichnet. Über de’ Rossi bekam Lotto seinen ersten öffentlichen Auftrag, die Pala di Santa Cristina für den Hauptaltar der Gemeindekirche des gleichnamigen Ortes bei Treviso.
1506 ging der Maler nach Recanati in den Marken, um für die Kirche San Domenico ein großes Polyptychon zu schaffen, das er zwei Jahre später vollendete (heute in der Pinacoteca Civica, Recanati).
1509 war er nachweislich in Rom, wo er gemeinsam mit Sodoma und Bramantino wahrscheinlich an den Dekorationen des päpstlichen Palastes beteiligt war und mit Raffael in Berührung kam, der jedoch nur einen sporadischen Einfluss auf ihn ausübte. Davon zeugt u. a. eine mit 1512 datierte Grablegung Christi, die sich heute in Jesi befindet (Pinacoteca Civica), und nicht zu seinen besten Werken gehört.

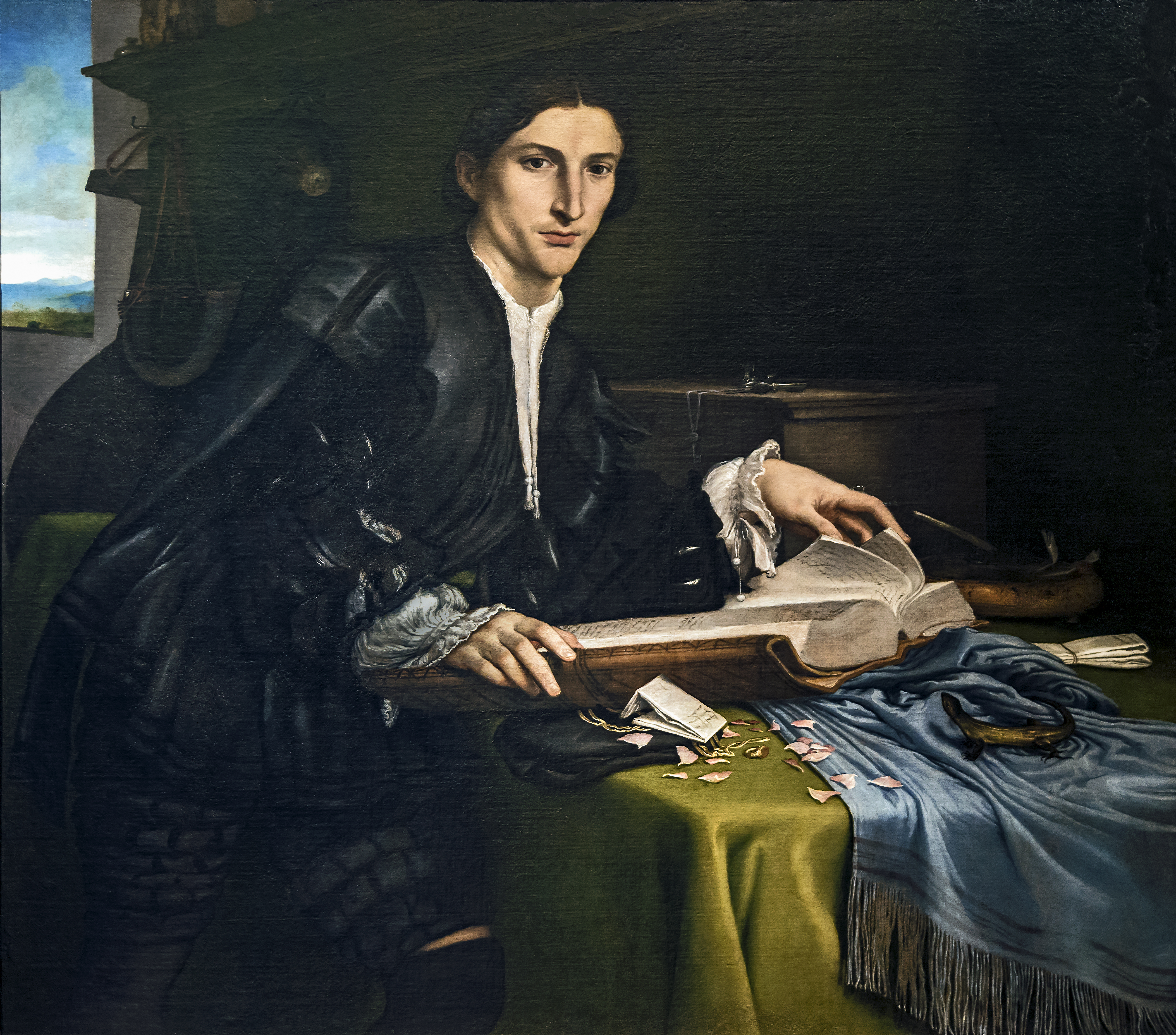
Junger Mann am Schreibtisch, 98 × 111 cm, Accademia, Venedig, ca. 1530

Nach einem vermuteten Aufenthalt in den Marken lebte Lotto von 1512 oder 1513 bis Ende 1525 dann in Bergamo. Diese Zeit gilt als eine künstlerisch besonders fruchtbare Phase seines Lebens, nicht nur quantitativ, sondern auch qualitativ. Der erste Auftrag, der den Maler wohl überhaupt nach Bergamo zog, war die große Pala Martinengo für den Hauptaltar der Kirche Santi Stefano e Domenico (heute: Santi Bartolomeo e Stefano), die er für Alessandro Martinengo Colleoni malte, einen Sohn des berühmten Condottiere Bartolomeo Colleoni; die Pala ist insgesamt über 5 m hoch. Lotto erfreute sich in der lombardischen Stadt bald großer Beliebtheit als Porträtist und erhielt zahlreiche andere Aufträge, sowohl privater Natur, als auch für Kirchen der Stadt. Zu den bedeutendsten gehören die 1521 fertiggestellte Pala für San Bernardino und die Pala di Santo Spirito, die erstaunlich unterschiedlich in Konzeption und Stil sind. Für Santa Maria Maggiore in Bergamo lieferte Lotto bis 1531 außerdem Entwürfe für Intarsien des Chorgestühls – ein Auftrag, der zu einigen Problemen und schließlich zu einem Zerwürfnis führte, weil er sich unterbezahlt fand.
Ende 1525 war Lotto in Venedig, wo er zunächst im Dominikaner-Kloster Santi Giovanni e Paolo wohnte. Während seiner venezianischen Jahre hatte er freundschaftlichen Kontakt zu Palma il Vecchio, Jacopo Sansovino und Sebastiano Serlio. Zwischen 1527 und 1529 entstand seine Apotheose des Hl. Nikolaus für die Kirche Santa Maria dei Carmini, die 1557 von Lodovico Dolce wegen Lottos eigensinnigem Gebrauch von Farben und Schatten kritisiert wurde. Unter seinen venezianischen Porträts ragt das 1527 entstandene Bildnis des Andrea Odoni (Royal Collection, Windsor Castle) heraus, das in der Weichheit des Kolorits Lottos Auseinandersetzung mit Tizian, aber auch mit Correggio, zeigt.

Pala di Santa Lucia (Hl. Lucia vor dem Richter), 243 × 237 cm, Pinacoteca Civica, Jesi, 1532

In Venedig arbeitete Lotto daneben weiterhin für Auftraggeber in Bergamo und in den Marken, unter anderem beendete er 1532 das berühmte und dramatisch bewegte Altarbild der Hl. Lucia vor dem Richter für eine Kapelle in der Kirche San Floriano von Jesi (heute: Pinacoteca Civica, Jesi).
Obwohl er in Venedig selber nicht sehr erfolgreich war, war er doch in die Kreise seiner Malerkollegen eingebunden: 1531 wurde er zusammen mit Tizian und Bonifazio de’ Pitati von der Zunft in ein zwölfköpfiges Gremium gewählt, das für die Verteilung einer beachtlichen Summe Geld aus dem Nachlass des Vincenzo Catena an mittellose und bedürftige Mitglieder der Zunft verantwortlich war.
1533 begab der Künstler sich wieder nach Treviso, und dann in die Marken, wo er wahrscheinlich bis 1539 Aufträge in verschiedenen Städten wahrnahm, darunter eine Kreuzigung für die Kirche Santa Maria in Telusiano in Monte San Giusto. Zu den Meisterwerken dieser Jahre gehören auch die berühmte Verkündigung (Pinacoteca Civica, Recanati), eine Anbetung der Hirten (Pinacoteca Civica, Brescia) und die Hl. Familie mit Engeln (Louvre, Paris).
Zwischen 1540 und Oktober 1542 weilte Lotto in Venedig, um das bereits Jahre zuvor bestellte Altarbild Almosen des Hl. Antonino für die Dominikaner in Santi Giovanni e Paolo zu malen. Er wohnte nun bei seinem Cousin Mario d’Armano und dessen Familie, die offenbar mit der Reformation liebäugelten, denn Lotto malte für Mario die Porträts von Martin Luther und Katharina von Bora (wahrscheinlich nach Stichen von Cranach). Lotto hatte erwiesenermaßen auch noch zu anderen Sympathisanten der Reformation Kontakt. Eine eigene Wohnung konnte er sich nicht leisten, angesichts des uneingeschränkten Erfolgs von Tizian und der mittlerweile in der Lagunenstadt modernen florentinischen Manieristen Salviati und Vasari. Lotto musste sich sogar Geld von Sansovino leihen. Daher versuchte er von 1542 bis 1545 in Treviso sein Glück, aber mit wenig finanziellem Erfolg.

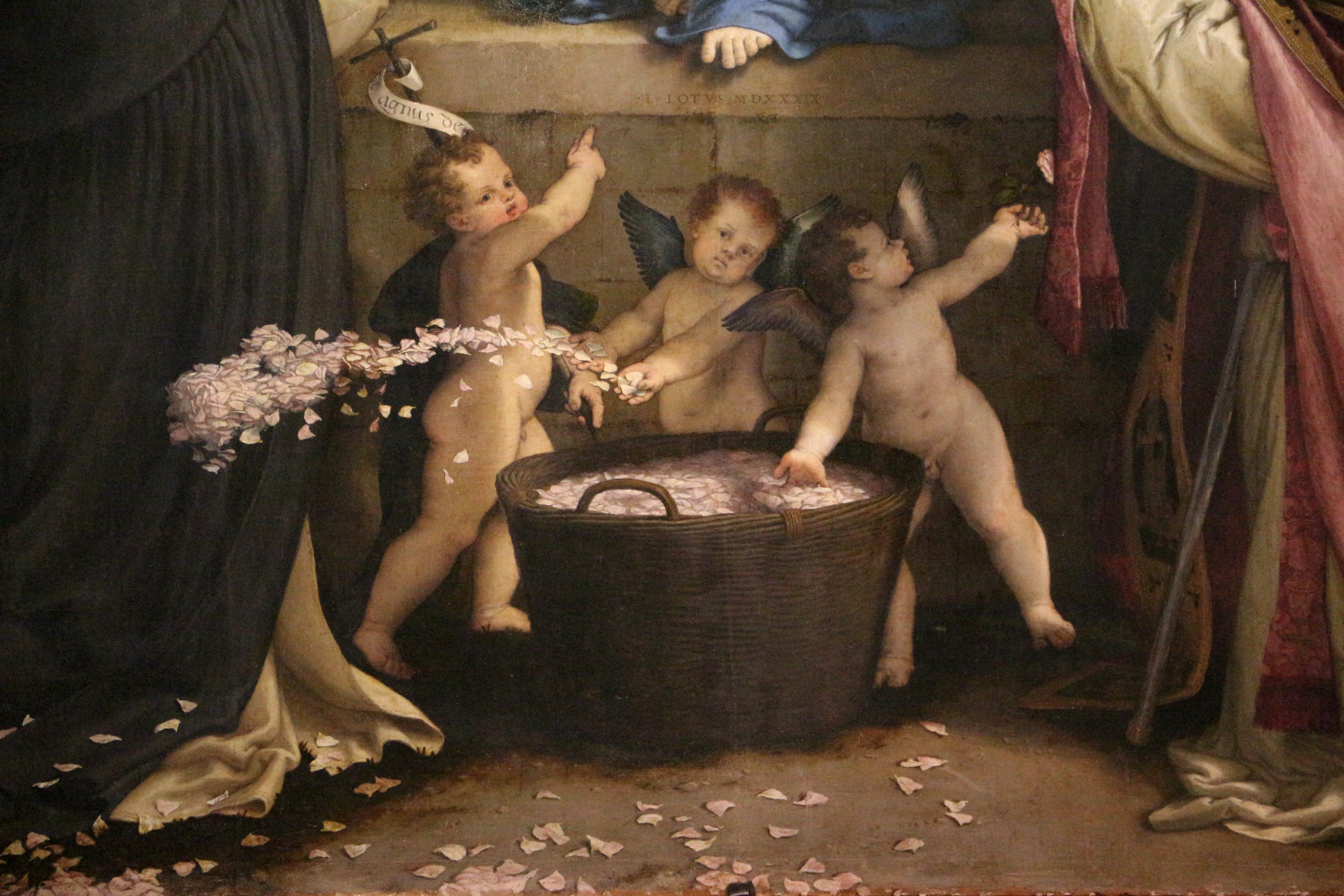
Engelsputti mit Rosenblättern, Detail aus der Rosenkranzmadonna, Pinacoteca Civica, Cingoli, 1539

1545 geht er zurück nach Venedig, wo er in den folgenden Jahren ständig den Wohnort wechselte, und wegen zu weniger Aufträge in Melancholie verfällt. In seinem Testament von 1546 bezeichnete er sich als „... allein, ohne einen treuen Herrn und sehr unruhig im Geiste“ („sola, senza fedel governo et molto inquieto dela mente“). In dieser Situation wurde er 1547 von Pietro Aretino in einem offenen Brief gedemütigt, in dem dieser ein Loblied auf Tizian sang, der Lotto „im Malen übertroffen“ habe – allerdings sah Aretino Lotto bei religiösen Bildern nach wie vor als führend an.
1549 reiste er nach Ancona, um ein Bild für die Kirche San Francesco alle Scale zu malen, hatte aber nun so große finanzielle Probleme, dass er Sansovino sechs Gemälde hinterließ, damit dieser sie verkaufe. Als dies nicht gelang, versuchte Lotto selber 16 seiner Bilder und 30 Zeichnungen zu versteigern, konnte jedoch nur 7 Werke zu einem geringen Preis verkaufen. Darüber hinaus hatte er Probleme mit Mitarbeitern.
1552 zog sich der mittlerweile über 70-jährige in das Kloster der Santa Casa in Loreto zurück, legte 1554 das Gelübte als Oblate ab und, obwohl seine Augen schlechter geworden waren, malte er auch weiterhin noch Bilder für das Kloster und Porträts.
Der genaue Zeitpunkt seines Todes ist nicht bekannt, Lorenzo Lotto starb irgendwann vor Juli 1557 in Loreto.
Sein Rechnungsbuch (Libro di spese diverse) der Jahre von 1538 bis zu seinem Tode ist erhalten, enthält auch einige persönliche Bemerkungen, und gilt heute als wertvolles biographisches Zeitdokument.

## Aussehen

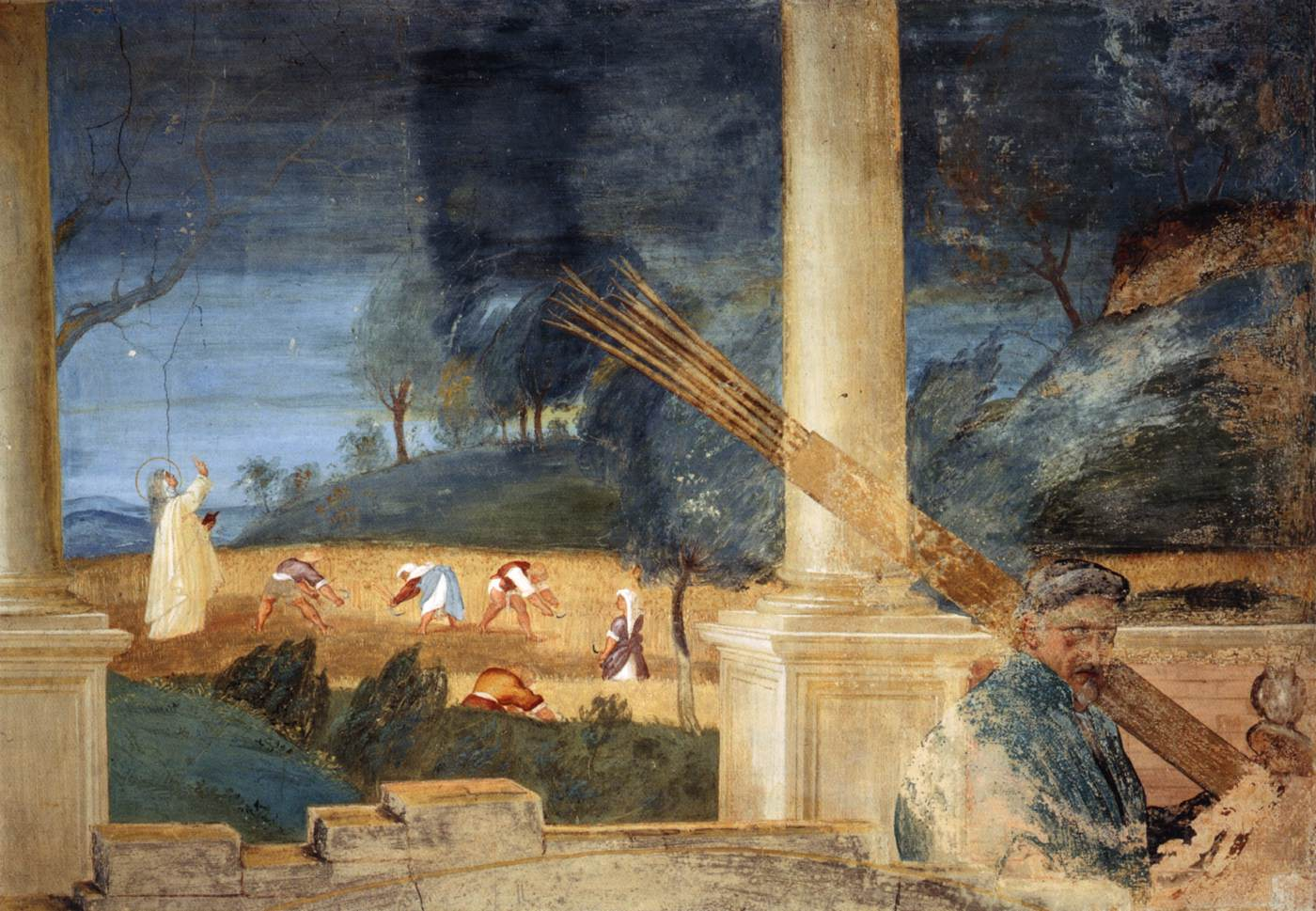
Detail aus dem Leben der Hl. Brigitta mit Selbstporträt Lottos (?) als Vogelfänger (rechts), Trescore Balneario, 1523–24

1524 malte Lorenzo Lotto im Oratorium der Villa von Battista Suardi in Trescore Balneario einen Freskenzyklus mit Christus und dem Leben der Hl. Barbara, Brigitta, Katharina und Magdalena. Gegenüber dem Hauptbild, am Rande einer Szene aus dem Leben der Hl. Brigitta soll der Maler ein (schlecht erhaltenes) Selbstbildnis hinterlassen haben, als Vogelfänger mit einem Bündel Ruten auf der Schulter und einem Kauz daneben. Das humoristische Detail eines urinierenden Puttos an der Decke darüber könnte als alchimistisches Rätsel und Wortspiel verstanden werden, wie er es oft in seinen Porträts verwendete: Denn der Begriff für Urin in der Alchimie lautete „lot“ – der Putto deutet also auf des Malers Familiennamen Lotto hin (er signierte normalerweise mit „Lotus“ oder „Loto“, schrieb den Namen also nur mit einem „t“).

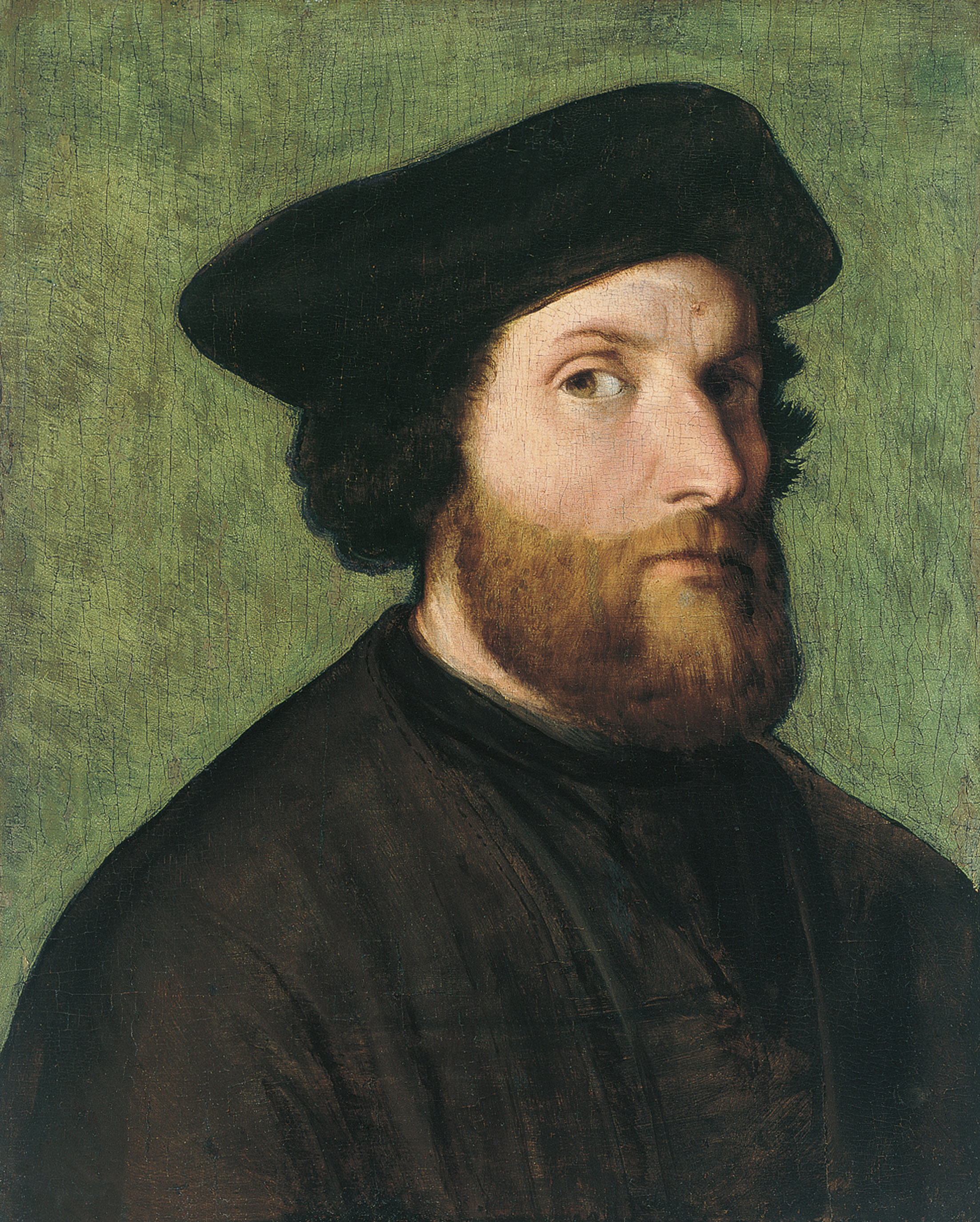
Lorenzo Lotto zugeschriebenes Selbstporträt (?), Museo Thyssen Bornemisza, Madrid

Im Museo Thyssen Bornemisza in Madrid befindet sich seit 1977 ein nicht signiertes, also anonymes, Bildnis eines Mannes (Inv. no. 230 (1977.73)) das 1974 auf dem britischen Antiquitätenmarkt aufgetaucht war (siehe Abb.). Der Porträtierte wirft dem Betrachter aus dem Augenwinkel des rechten Auges einen „scheelen“ Blick zu und das Bild wirkt aufgrund seiner asymmetrischen Proportionen so, als ob es (mindestens) am rechten Rand beschnitten wäre. Das Gemälde wurde aus stilistischen Erwägungen Lorenzo Lotto zugeschrieben; außerdem äußerte Federico Zeri aufgrund der Haltung des Dargestellten die Vermutung, dass es sich um ein Selbstporträt handeln könnte. Auf zahlreichen Internetseiten wird dieses Bildnis als „Selbstporträt von Lorenzo Lotto“ ausgegeben, oft ohne einen Hinweis, dass es sich nur um eine Zuschreibung handelt (Stand: 18. April 2020).

## Würdigung
„Lotto, come la bontà buono e come la virtù virtuoso ...“

„Lotto, gütig wie die Güte und tugendhaft wie die Tugend ...“

Lorenzo Lotto malte fast ausschließlich religiöse Themen, Porträts und einige allegorische Bilder in Öl auf Leinwand; eine seltene Ausnahme ist das Bild Venus und Cupido (ca. 1540) im Metropolitan Museum of Art (New York). Es sind auch einige Fresken erhalten.

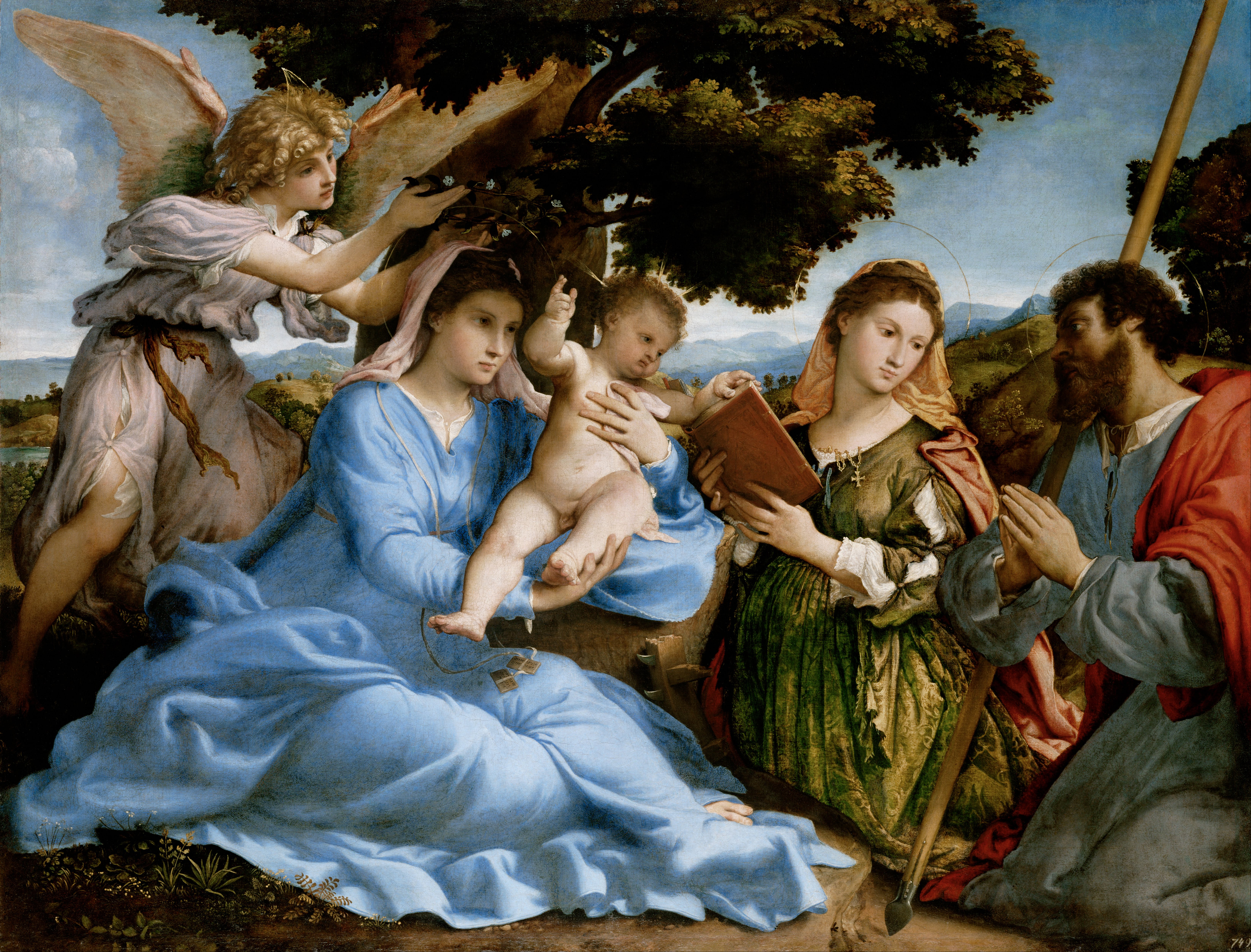
Maria mit Kind und den Hl. Katharina und Jakobus, 113,5 × 152 cm, Kunsthistorisches Museum, Wien, ca. 1528

Sein fantasievolles und formal vielfältiges Werk steht grundsätzlich in der koloristischen Tradition der venezianischen Malerei nach Giovanni Bellini und Vivarini. Er nahm auch Einflüsse von Dürer und seinen venezianischen Zeitgenossen Giorgione, Palma il Vecchio und Tizian auf, zeigte jedoch von Anfang an ganz eigenständige, und später zuweilen auch eigenwillige Züge. Die Tatsache, dass er vor allem in Treviso, Bergamo und den Marken, also in der künstlerischen „Provinz“, arbeitete, verleiht ihm etwas von einem Einzelgänger oder Außenseiter.
Seine Kunst folgt den naturnahen Idealen der Hochrenaissance, deren typische Harmonie und Ruhe er jedoch nicht selten durch ungewöhnlich bewegte Motive aufbricht, wie z. B. bei Madonnenbildern durch ein unruhiges und unberechenbares Verhalten des Jesuskindes, wie es für kleine Kinder typisch ist. Dies und ein virtuoser Umgang mit Licht und Schatten, die er in nicht selten ungewöhnlicher Weise einsetzt (halbbeleuchtete Gesichter u. a.), verleiht manchen seiner Bildkompositionen eine Unmittelbarkeit wie bei einer Momentaufnahme und zugleich etwas Mystisches.
Die Bewegtheit und (manchmal) Unruhe seiner Bilderfindungen weist gelegentlich auf den Manierismus voraus, obgleich Lotto in seinem Streben nach Natürlichkeit, im Umgang mit Proportionen und Perspektive der Renaissance verhaftet bleibt. Die „tiefe Menschlichkeit“ und Bescheidenheit seiner Figuren steht in einem gewissen Gegensatz zu den höfischeren, aristokratischen Idealen seiner Zeitgenossen Tizian oder Raffael. Einige Autoren sehen in Lorenzo Lotto den Maler mit der tiefsten Religiosität unter den venezianischen Malern des Cinquecento.

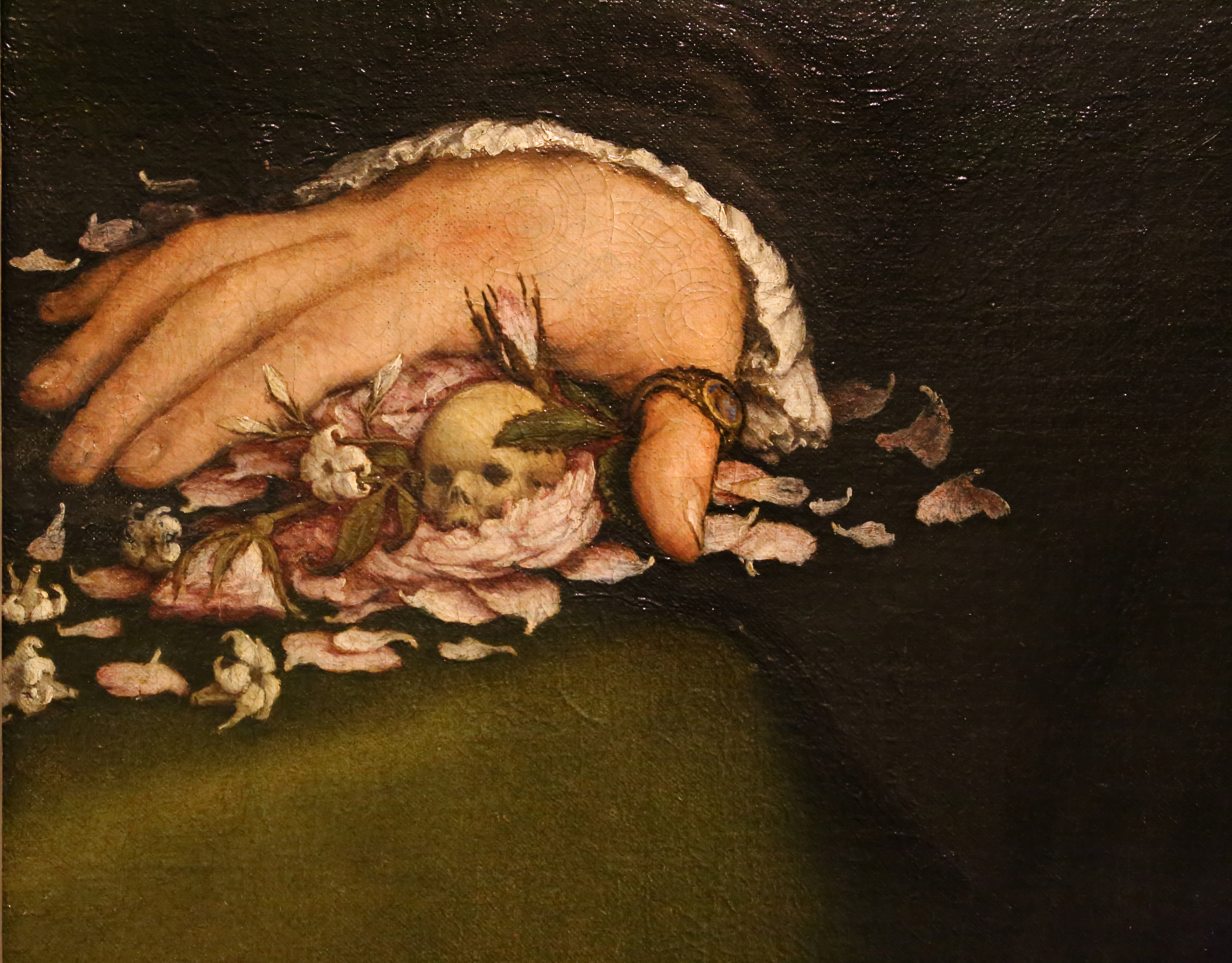
Rosenblätter und ein Miniaturschädel auf dem Männerbildnis (Mercurio Bua?), Galleria Borghese, Rom, ca. 1535

Eine große Naturliebe zeigt sich in poetischen Landschaften, mit denen er besonders einige religiöse und allegorische Bildwerke umgibt; hinzu kommt eine offenbare Vorliebe für satte Grüntöne.
Seine Porträts sind naturalistisch, selbst Frauenbildnisse (vermutlich) nicht geschönt. Gleichzeitig neigt Lotto in seinen Porträts besonders zu symbolischen und poetischen Anspielungen, die ihnen einen zuweilen mystischen oder rätselhaften Zug verleihen. Ein gern von Lotto verwendetes Symbol sind Rosenblätter, die auf Liebe oder verlorene Liebe hindeuten. Einige Bildnisse sind bis heute nicht entschlüsselt.

## Bilder
(Auswahl)

Porträts
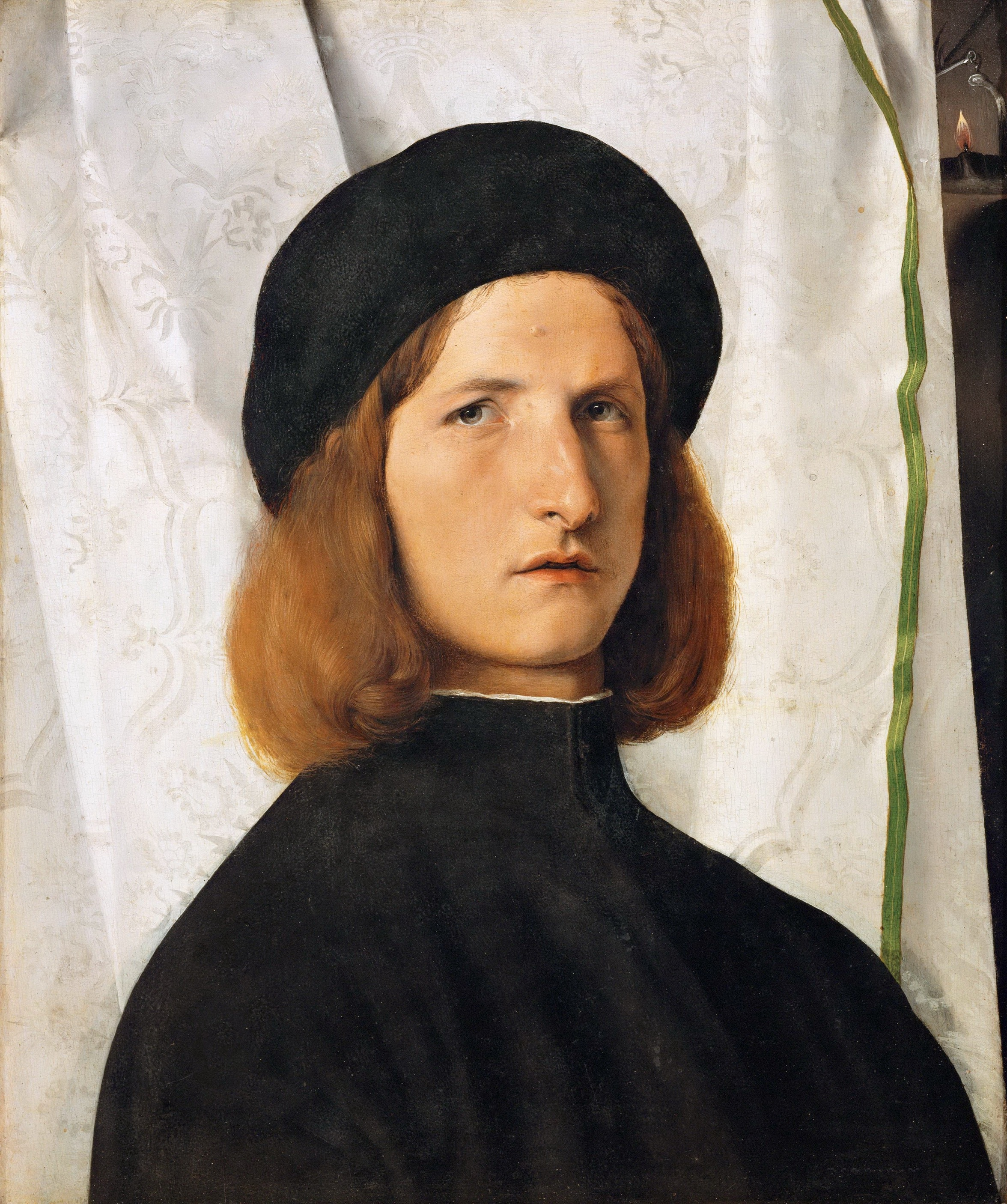
Bildnis eines Jünglings vor weißem Damastvorhang, 42,3 × 35,3 cm, Kunsthistorisches Museum, Wien, um 1506
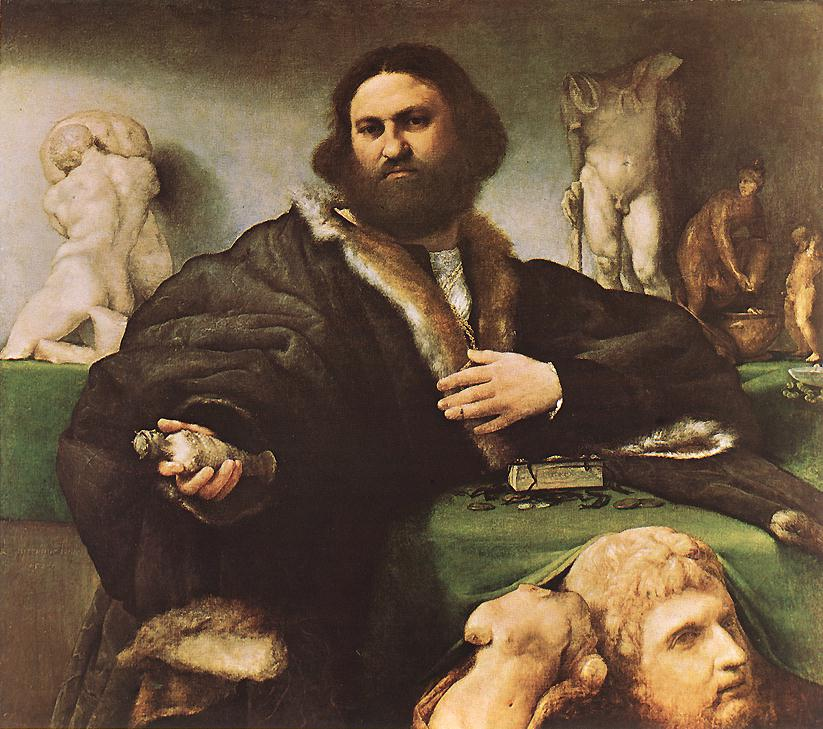
Porträt des Andrea Odoni, 104 × 116,6 cm, Windsor Castle, 1527
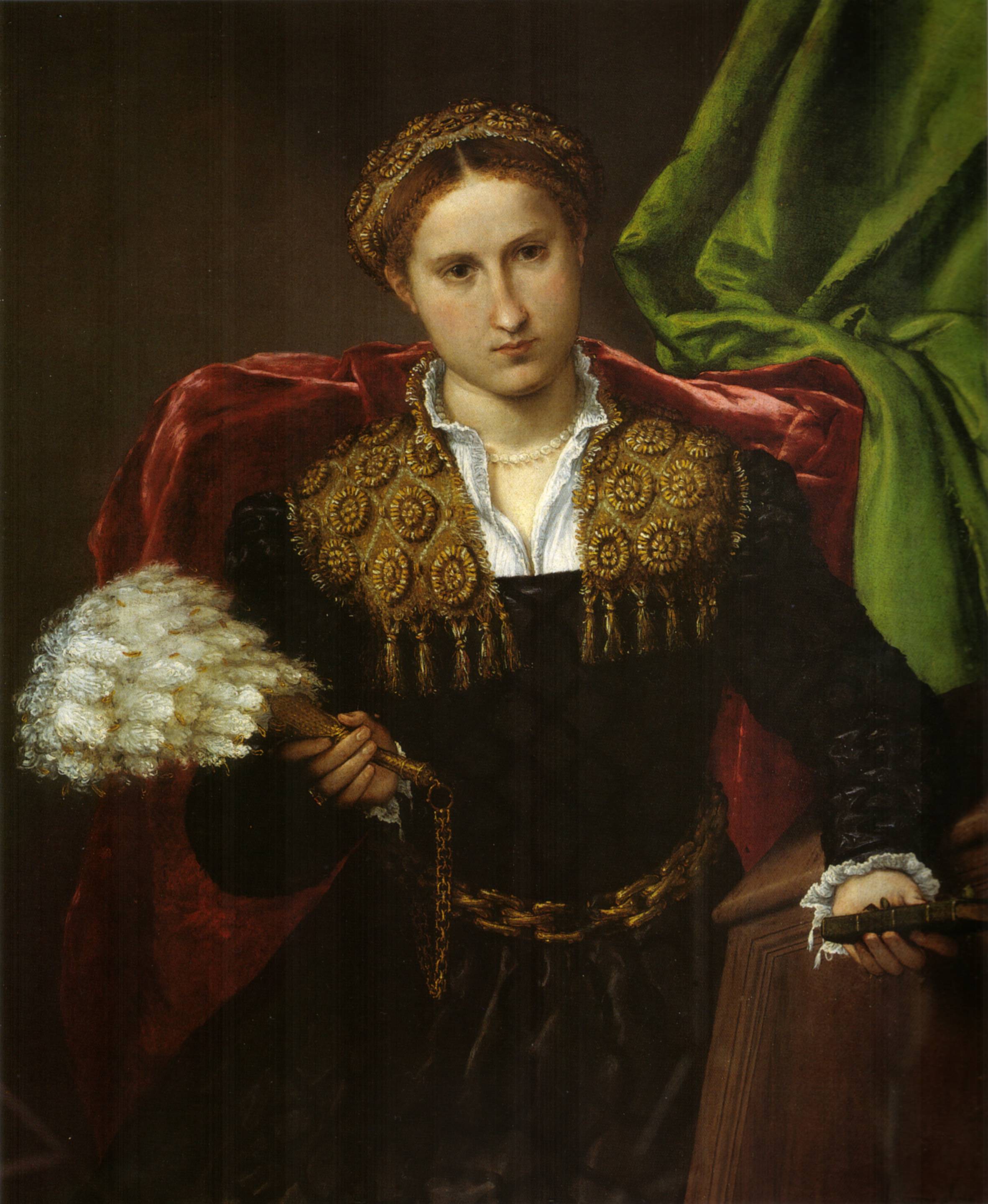
Bildnis der Laura Pola, 90 × 75 cm, Pinacoteca di Brera, Mailand, 1543–44

Allegorien und religiöse Bilder
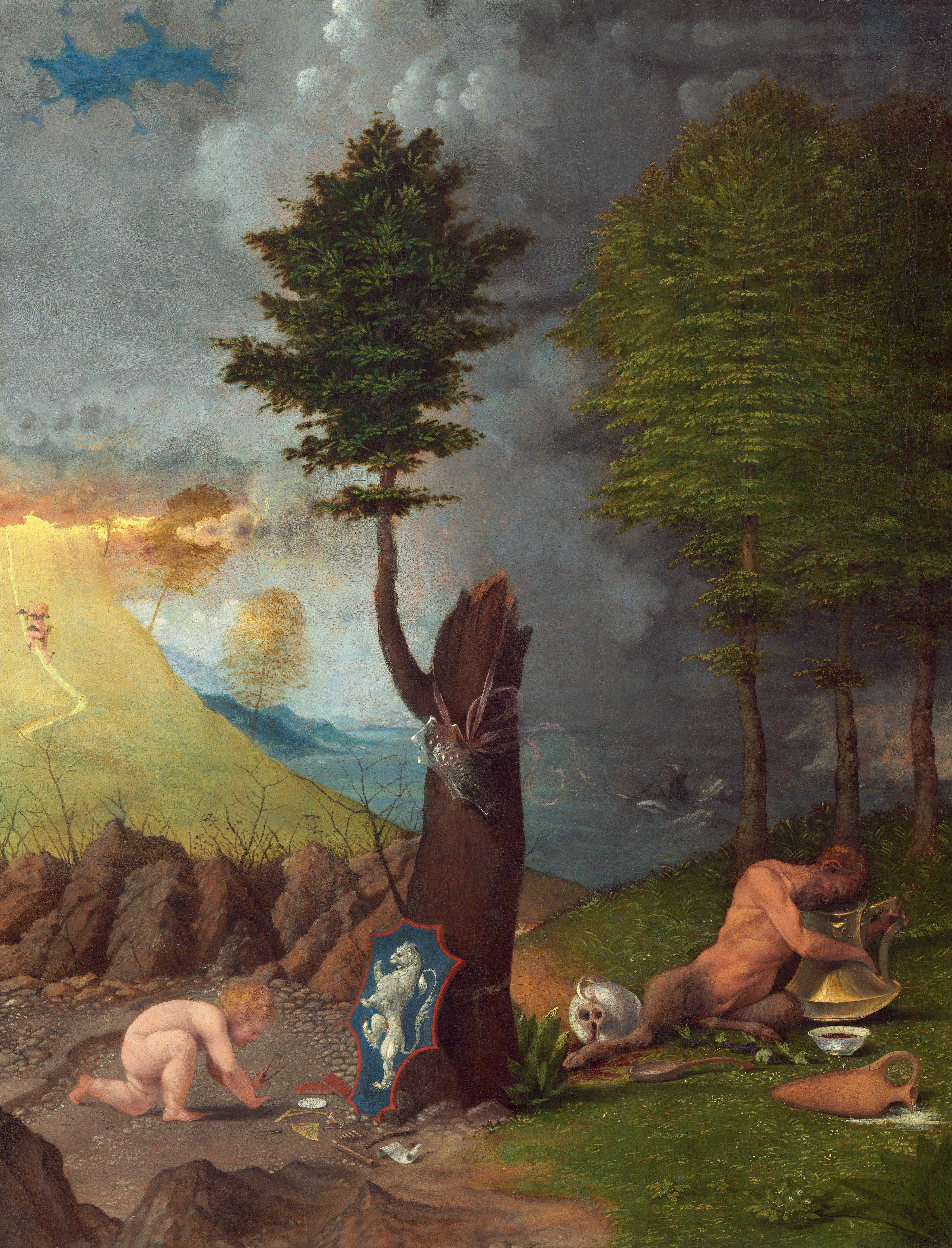
Allegorie von Tugend und Laster (Deckel zum Porträt Bernardo de’ Rossi), 56,5 × 42,2 cm, National Gallery of Art, Washington, 1505
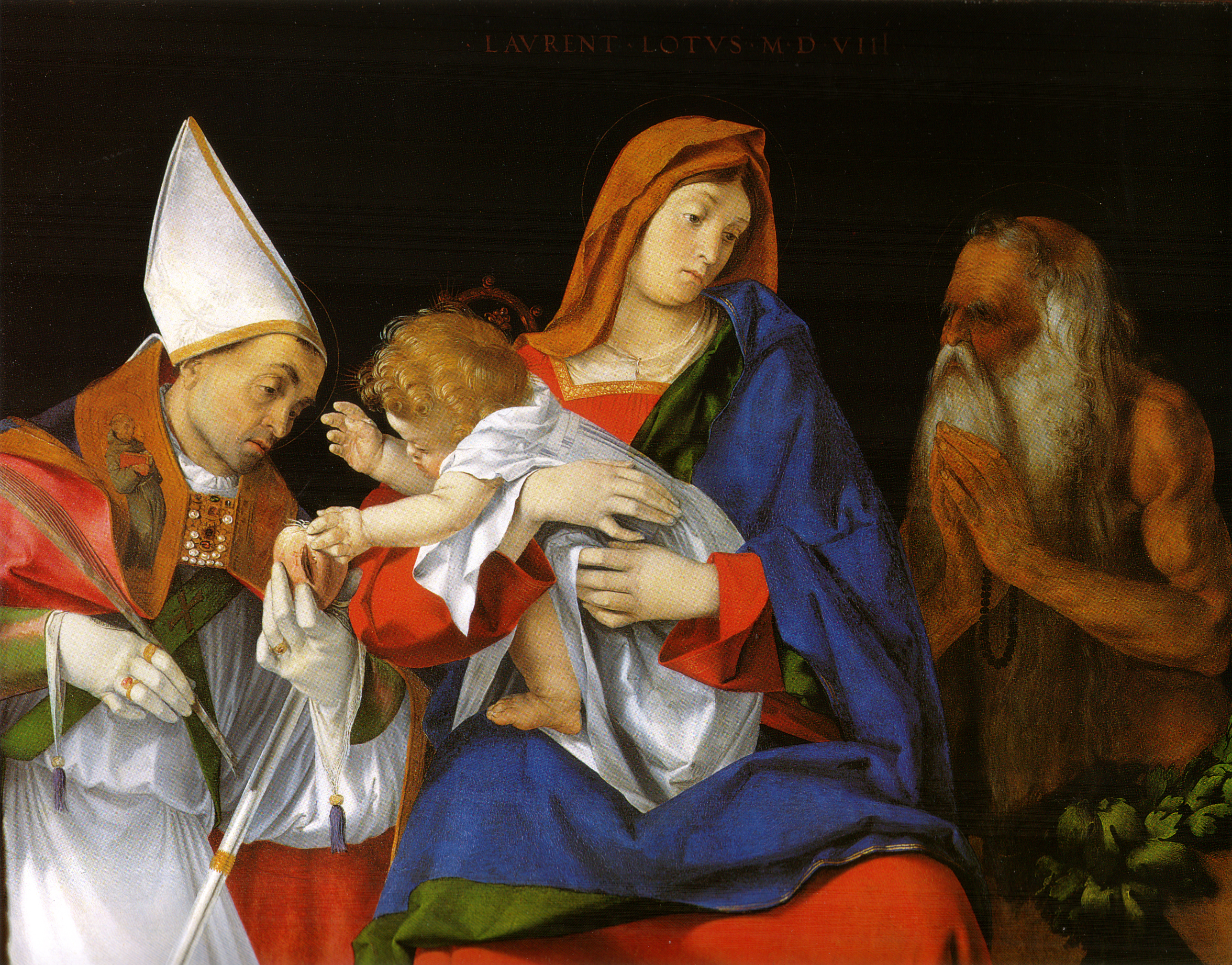
Madonna mit Kind, einem Heiligen Bischof und dem Hl. Onufrius , 53 × 67 cm, Galleria Borghese, Rom, 1508
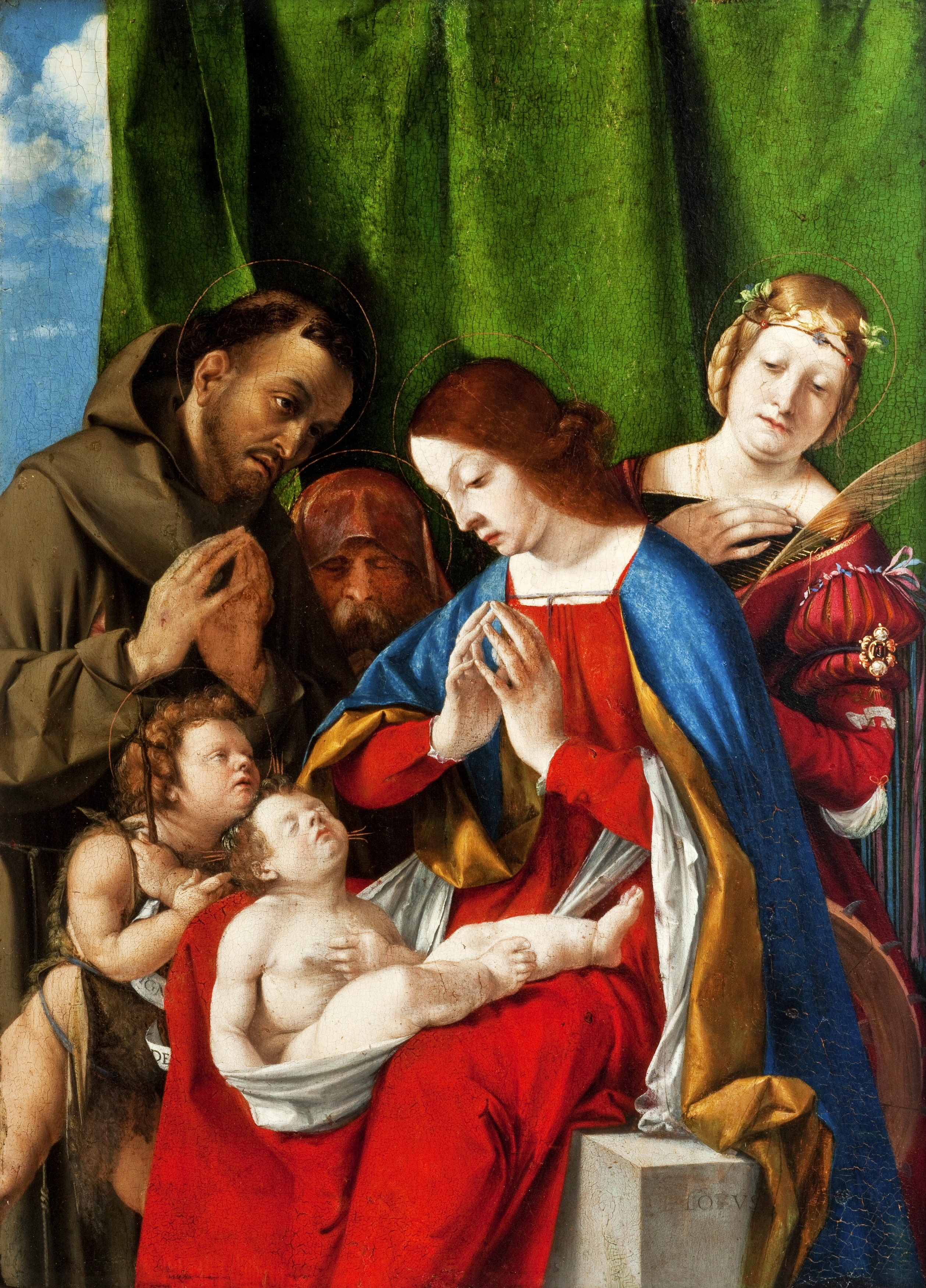
Anbetung des Jesuskindes, Nationalmuseum in Krakau, ca. 1508
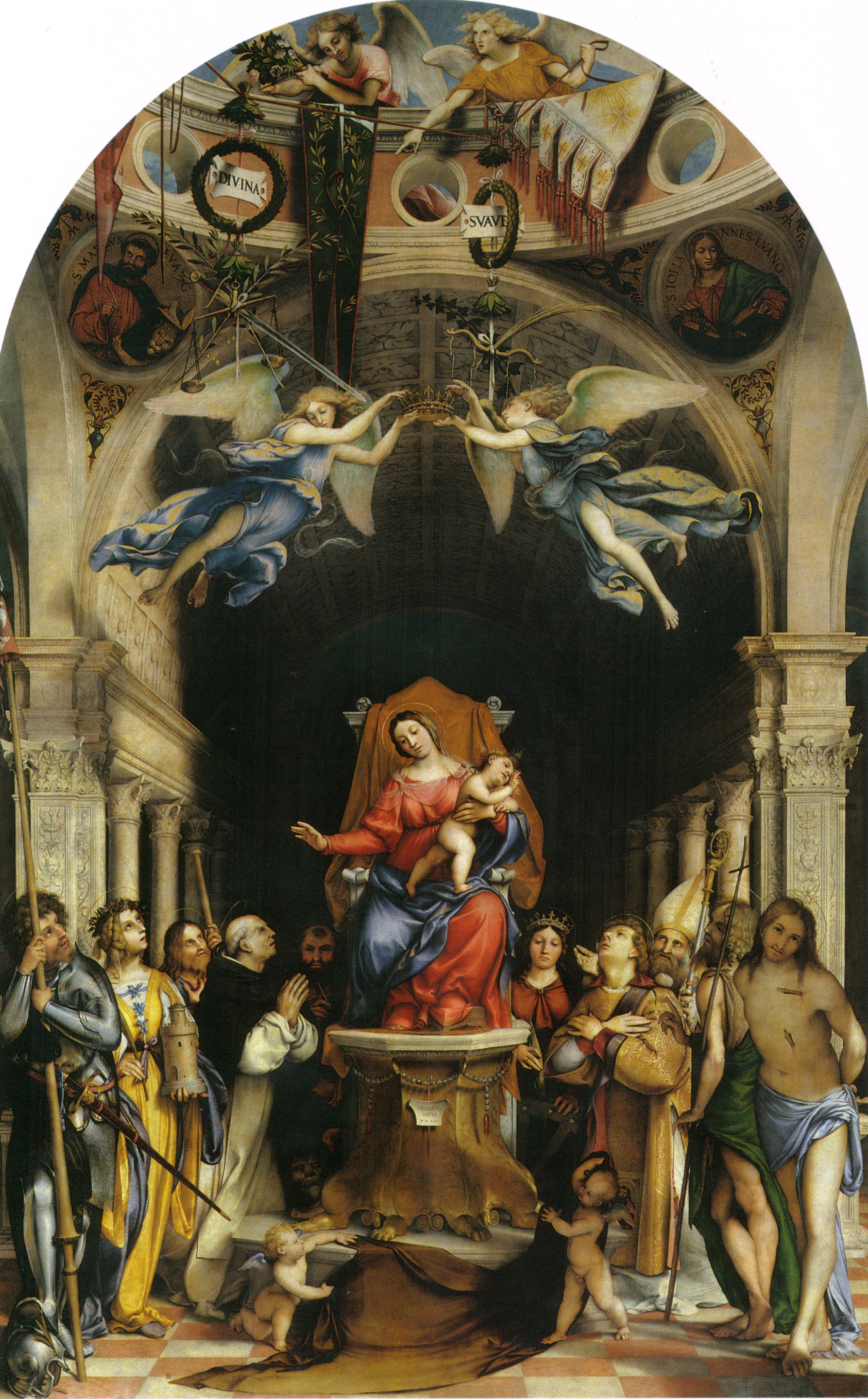
Pala Martinengo, Die Heiligen Bartholomäus und Stefanus, Bergamo, 1513–16
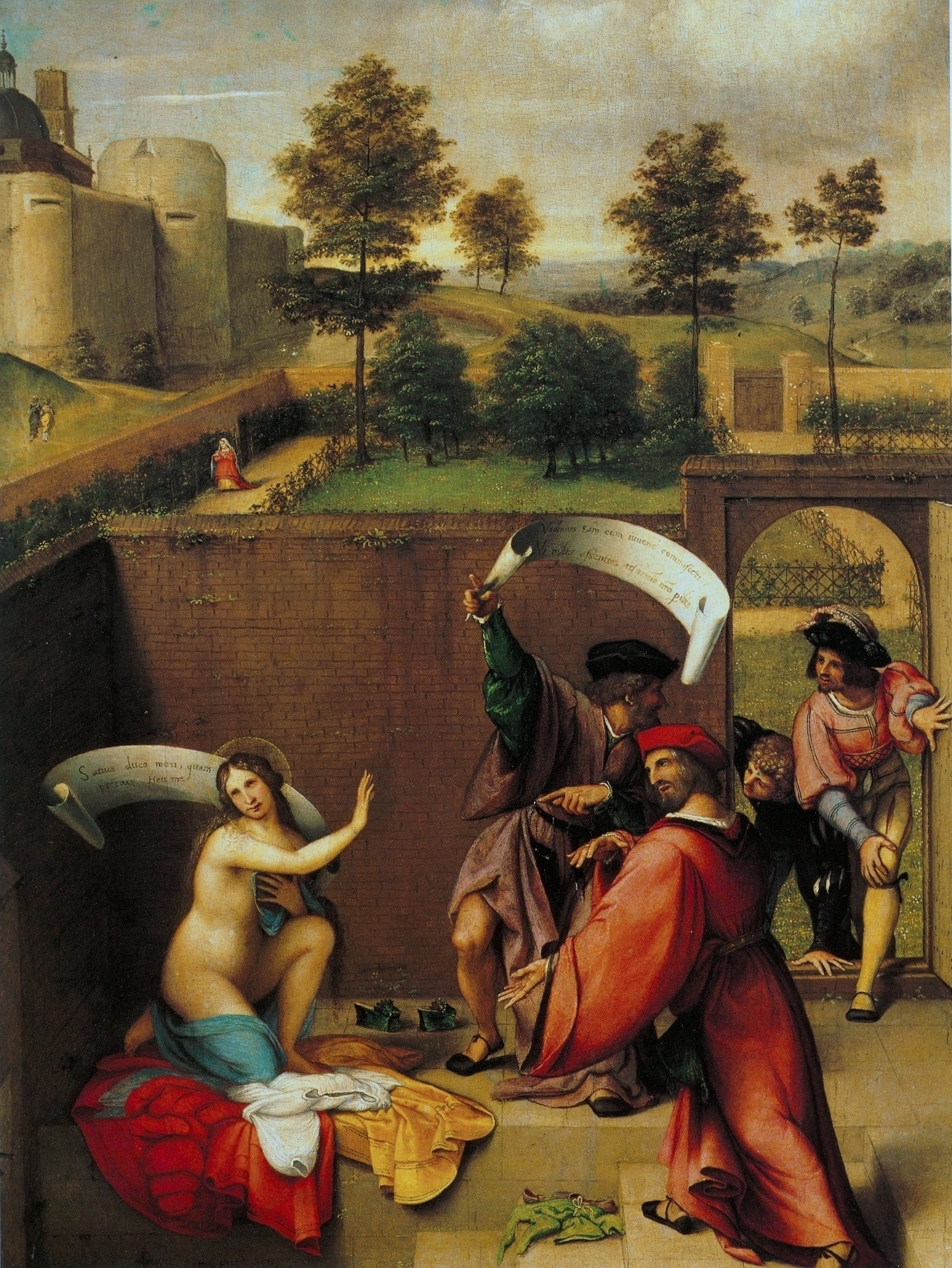
Susanna im Bade, 66 × 51 cm, Uffizien, Florenz, 1517
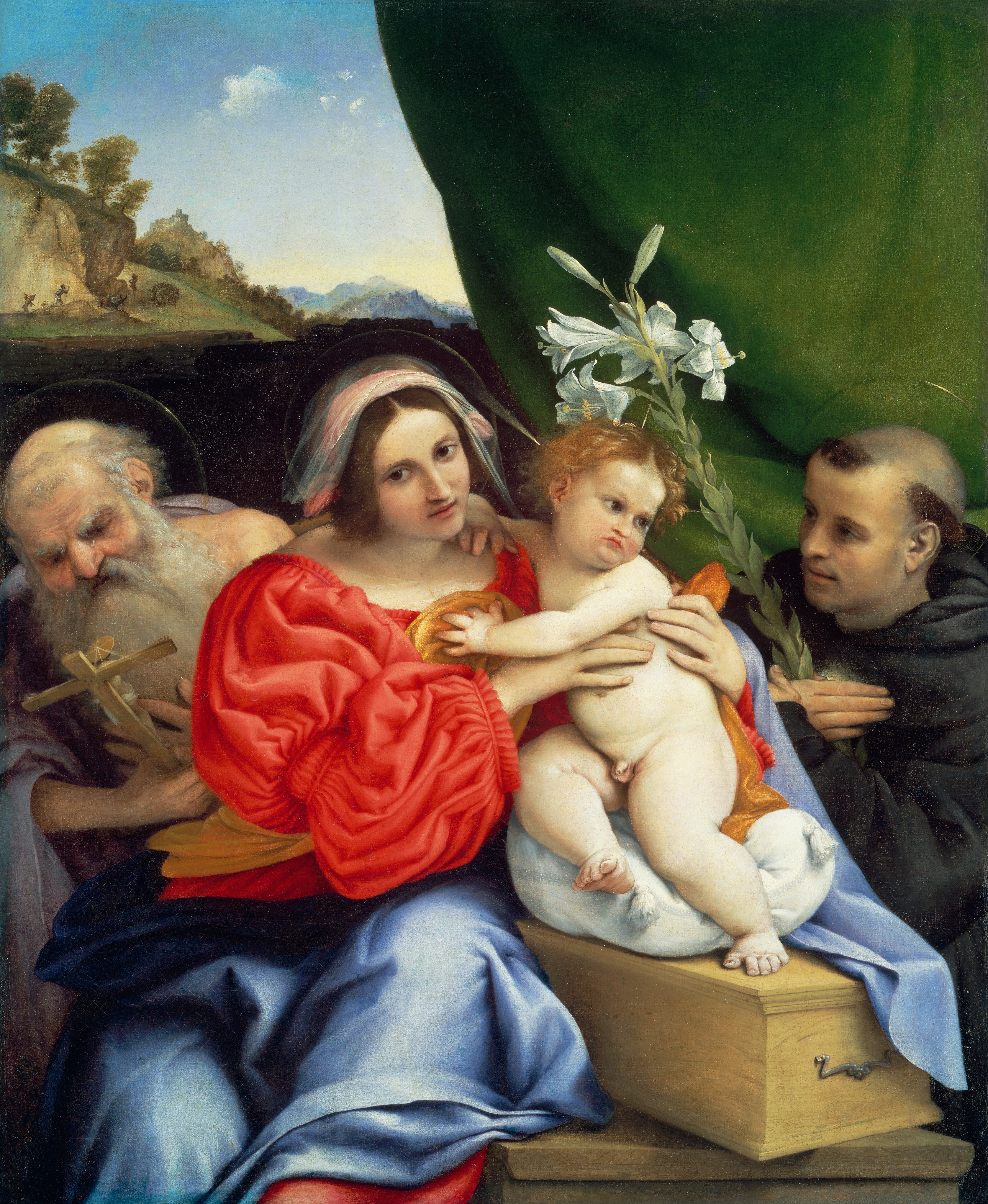
Madonna und Kind mit den Hl. Hieronymus und Nikolaus von Tolentino, 94,3 × 77,8 cm, Museum of Fine Arts, Boston, 1521
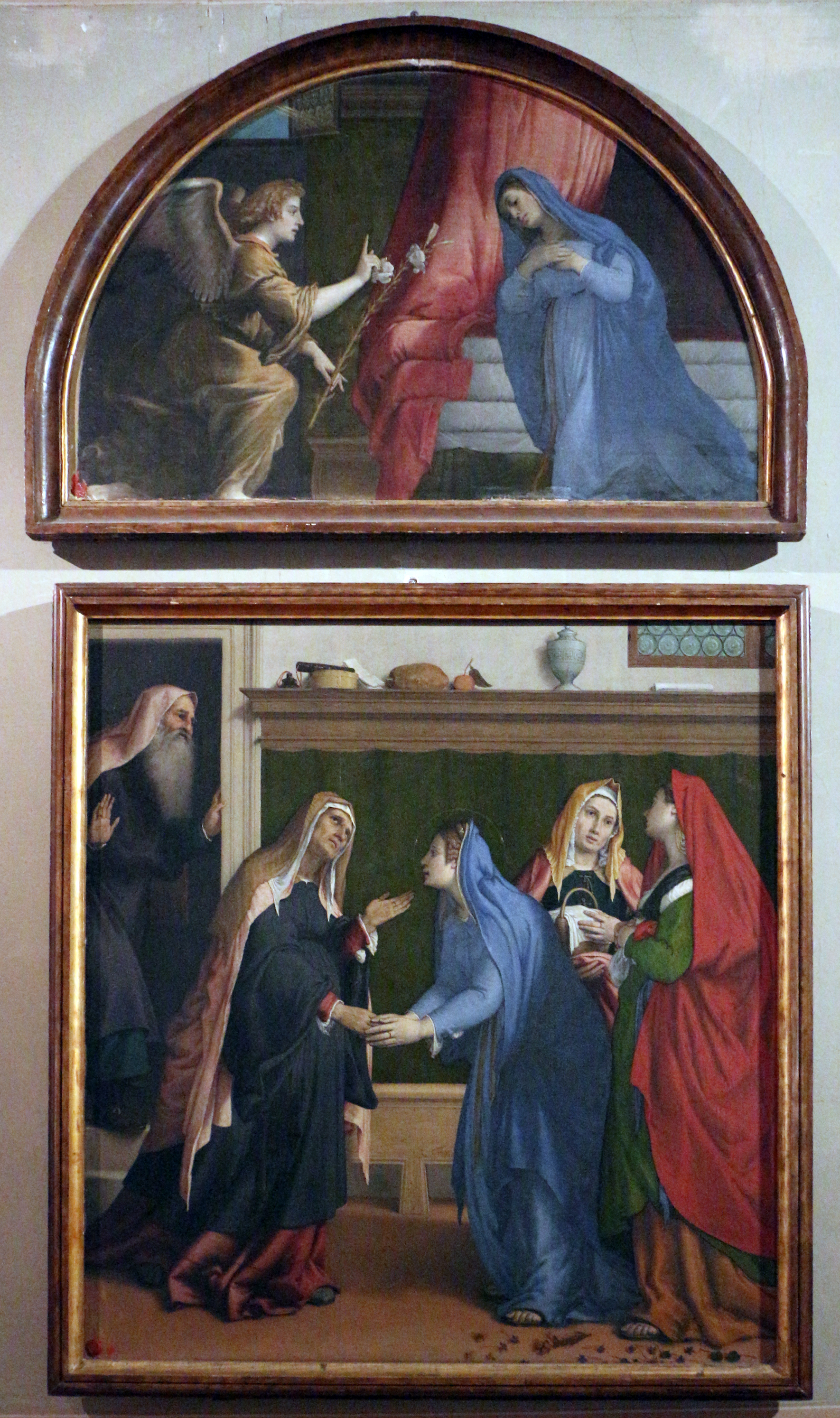
Verkündigung und Visitation, Pinacoteca Civica (Palazzo Pianetti), Jesi, 1532
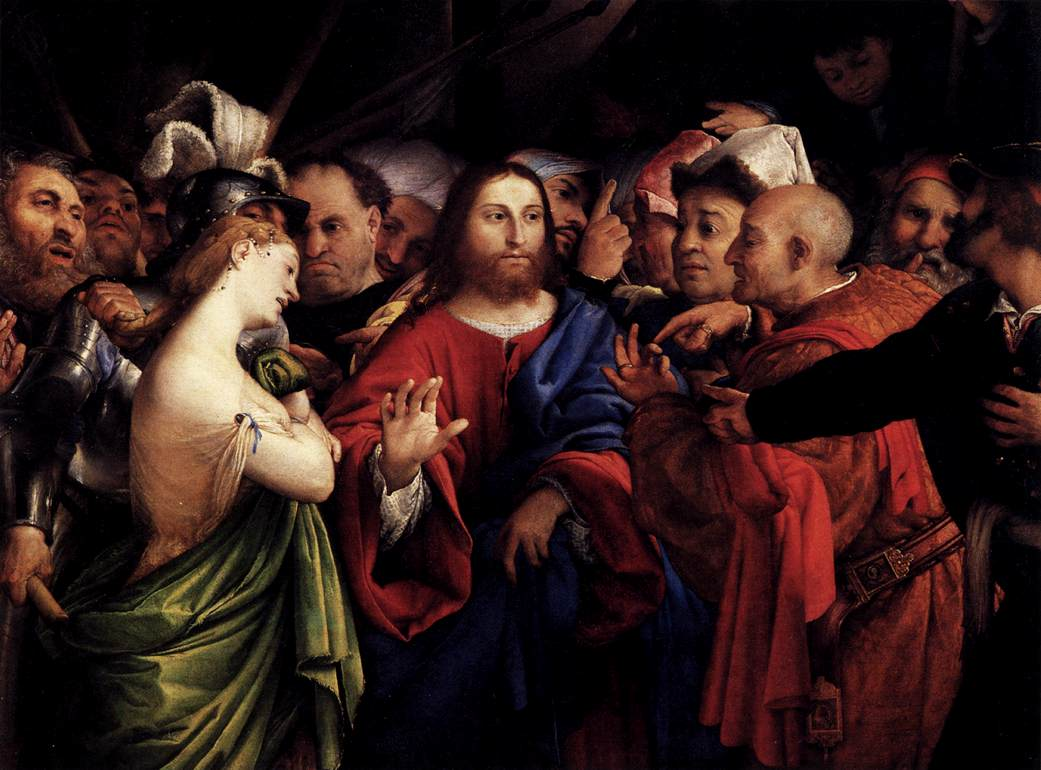
Christus und die Ehebrecherin, Louvre, Paris, um 1526 (?)
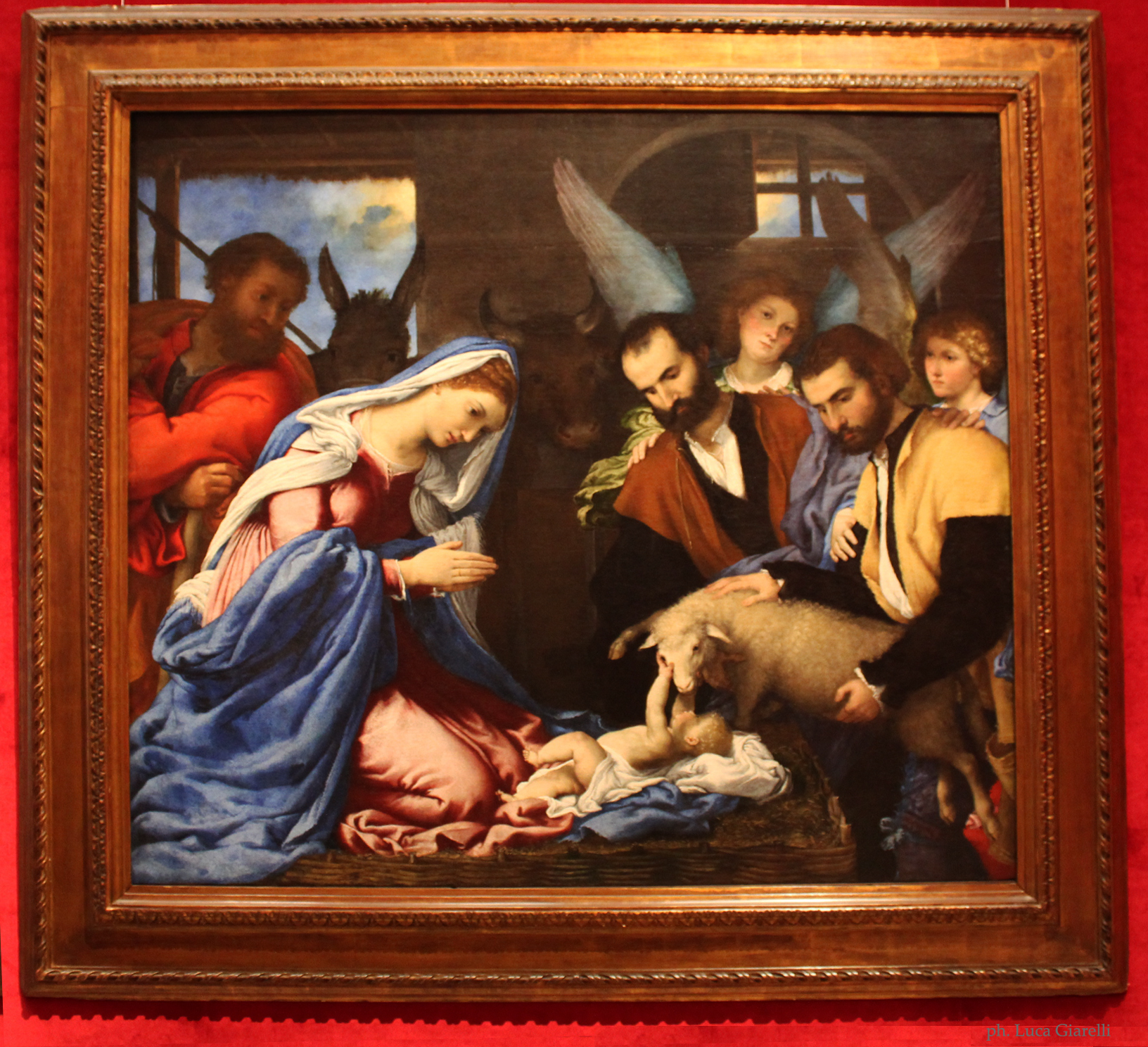
Anbetung der Hirten, 147 × 166 cm, Pinacoteca Tosio Martinengo, Brescia, 1534
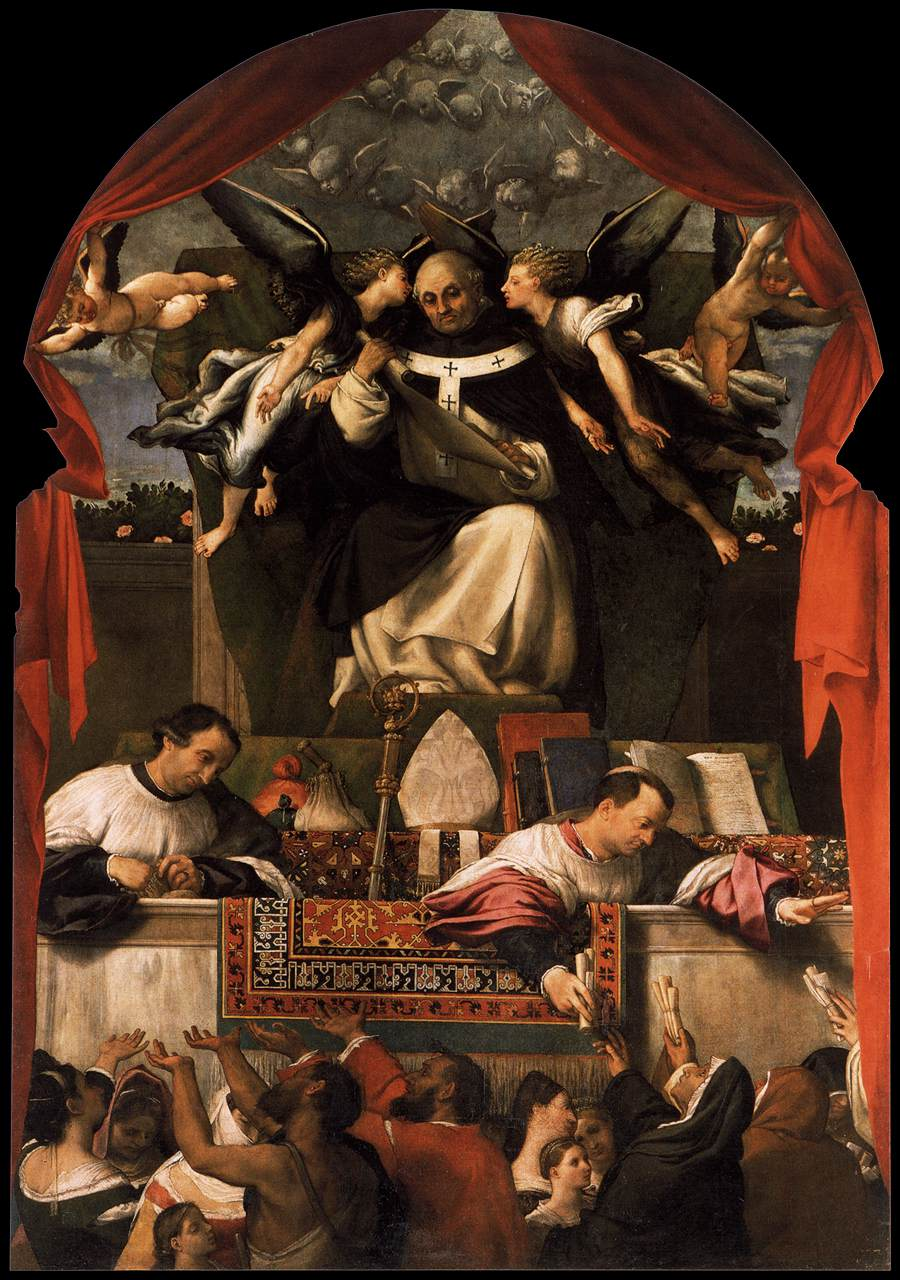
Die Almosen des Hl. Antonius, 332 × 235 cm, Santi Giovanni e Paolo, Venedig, 1540–42
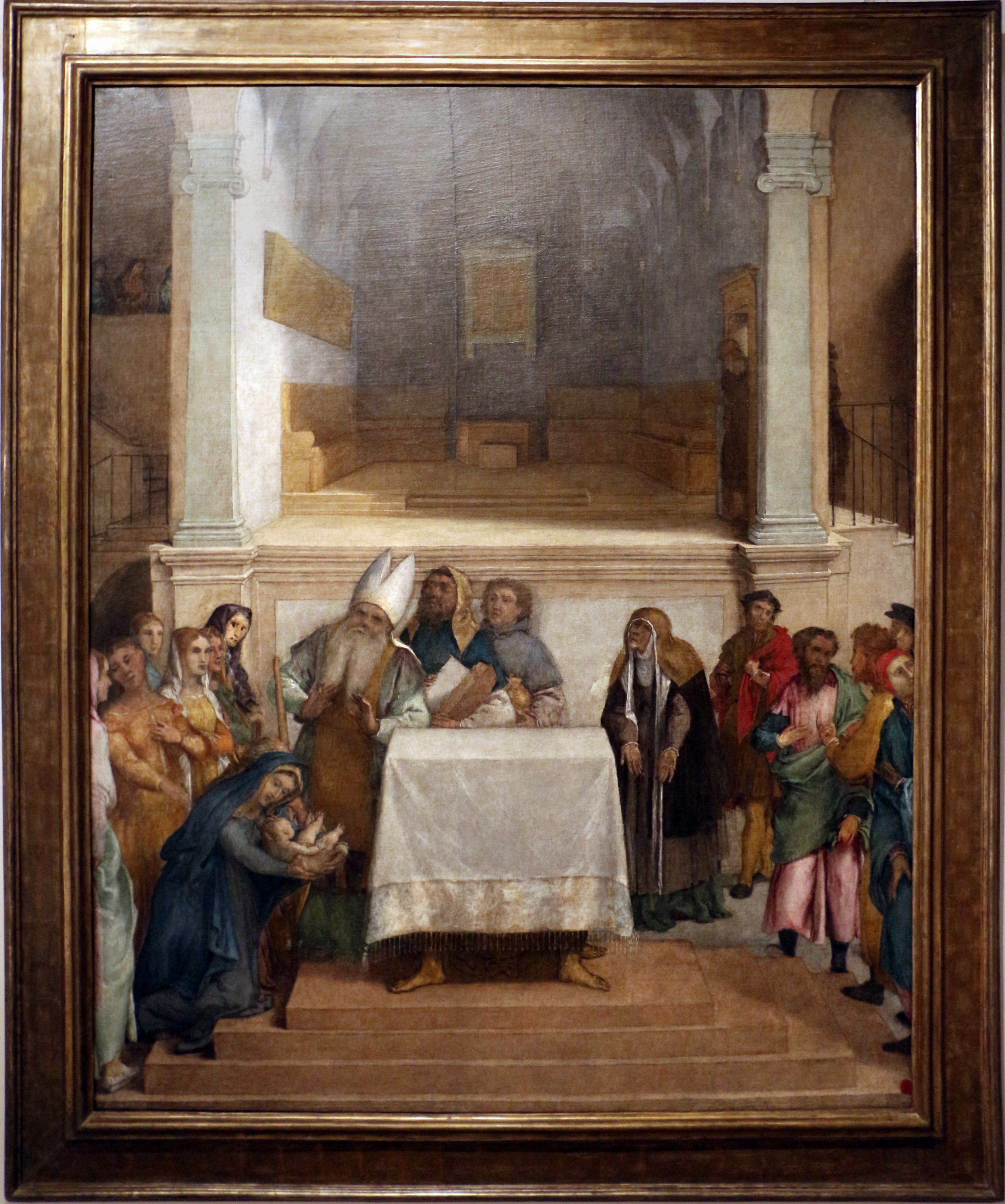
Darstellung Jesu im Tempel, 172 × 136,5 cm, Museo della Santa Casa di Loreto, 1552–1556

Fresken
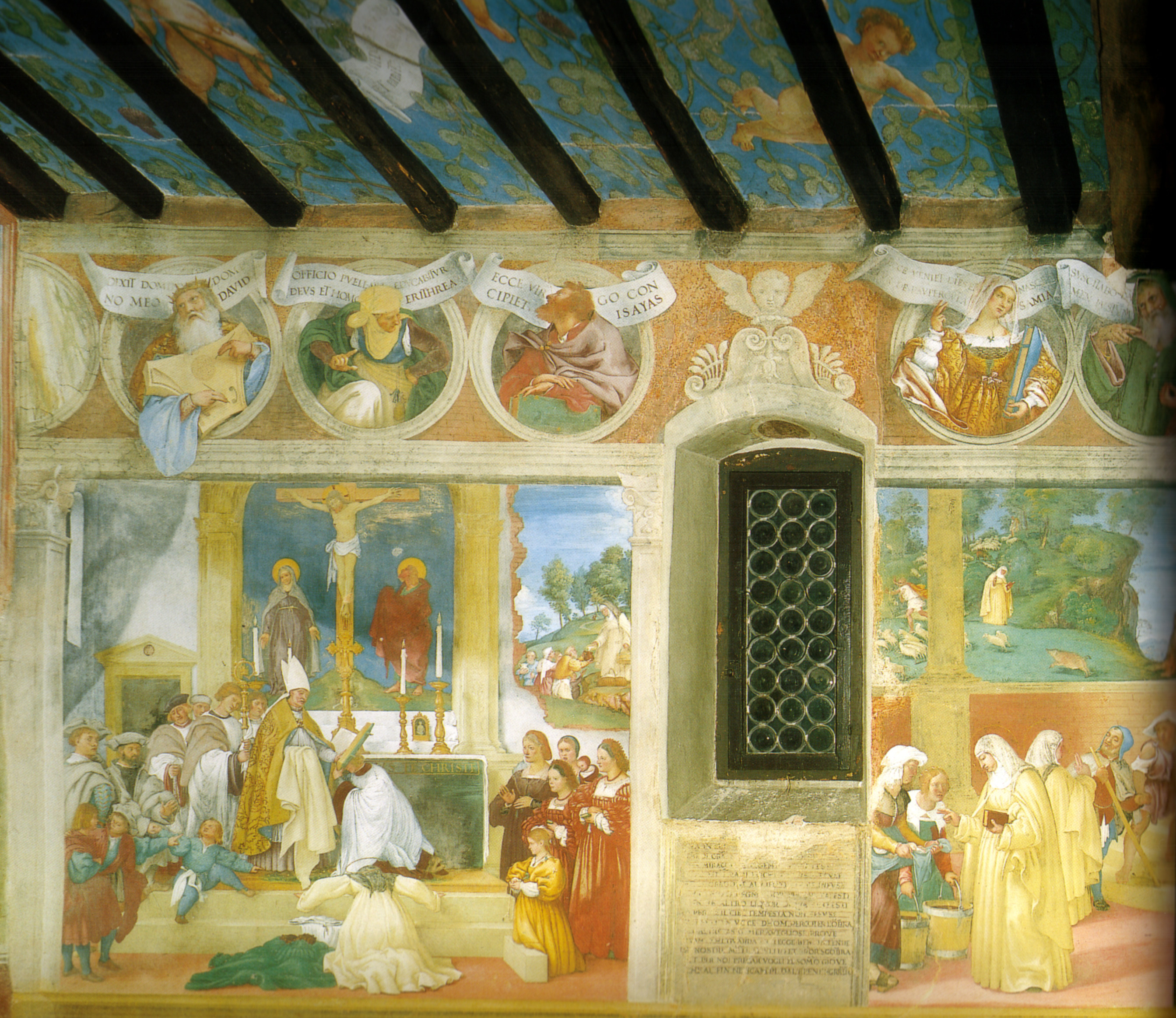
Legende der hl. Brigitta (Ausschnitt mit Familie des Stifters), Fresko, Trescore Balneario, 1524
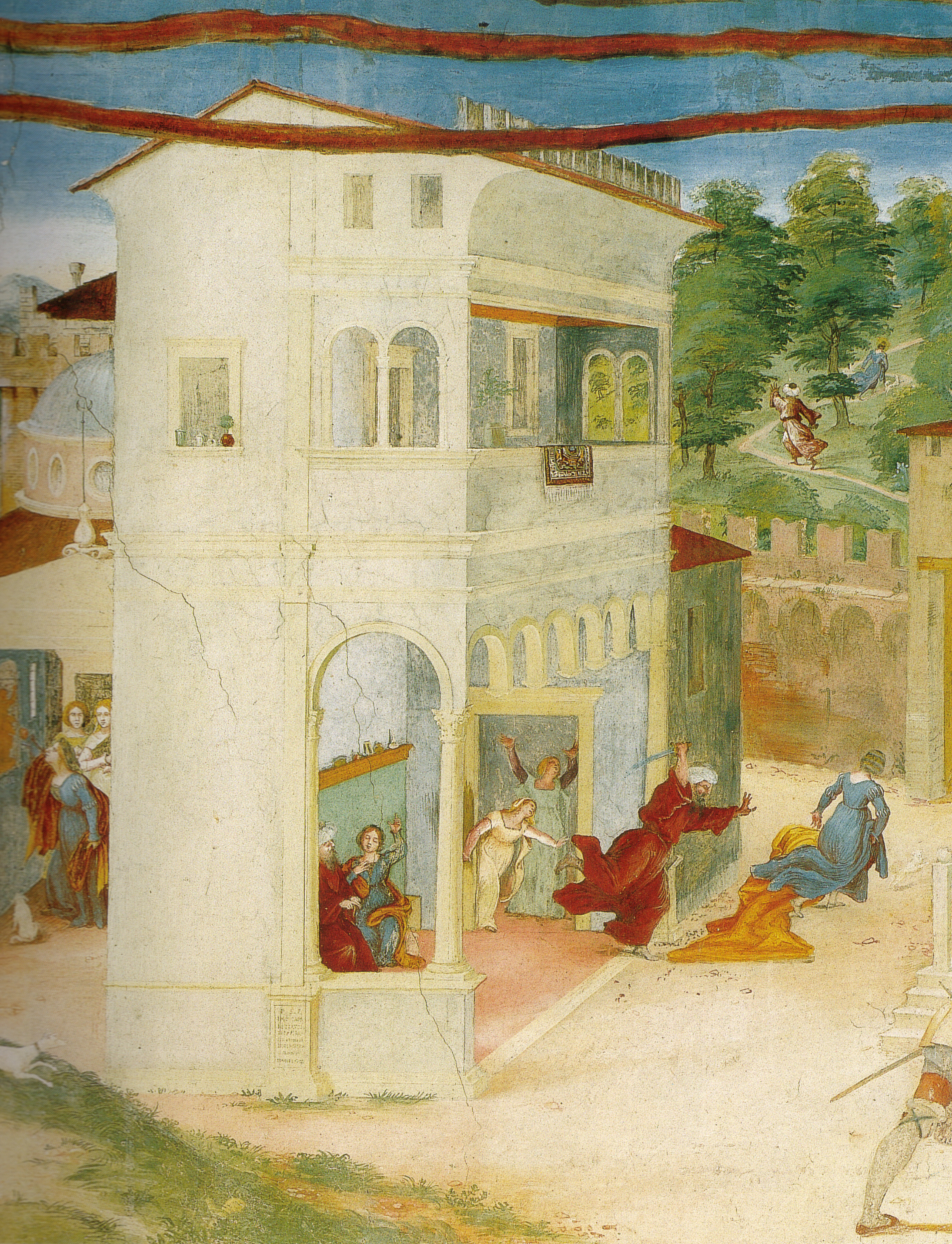
Detail aus Legende der Hl. Barbara, Fresko, Trescore Balneario, 1524
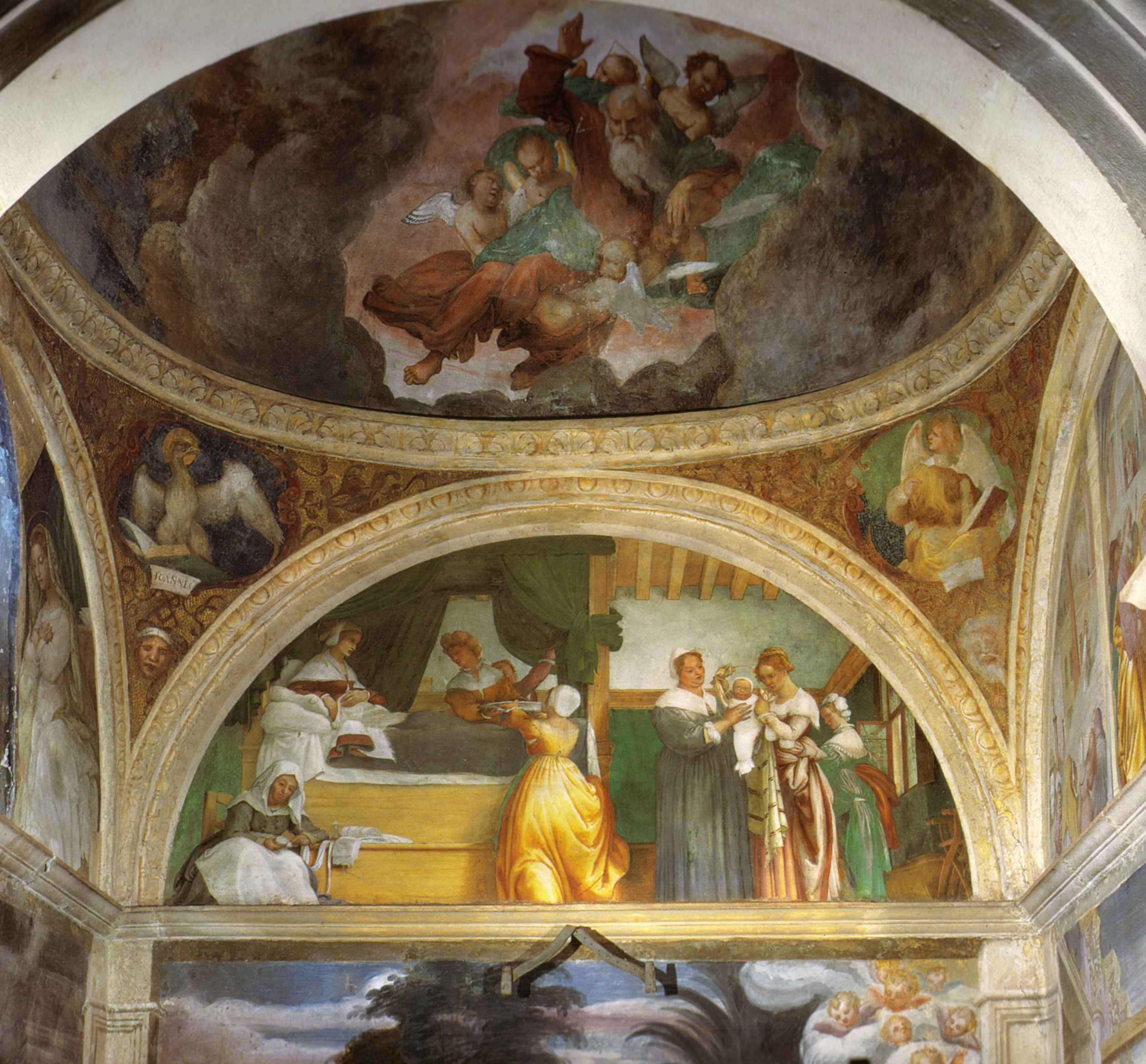
Geburt der Maria und segnender Gottvater, Detail der Fresken in San Michele al Pozzo Bianco, Bergamo, 1525

Intarsien – Giovan Francesco Capoferri und Luciano da Imola nach Entwürfen Lorenzo Lottos
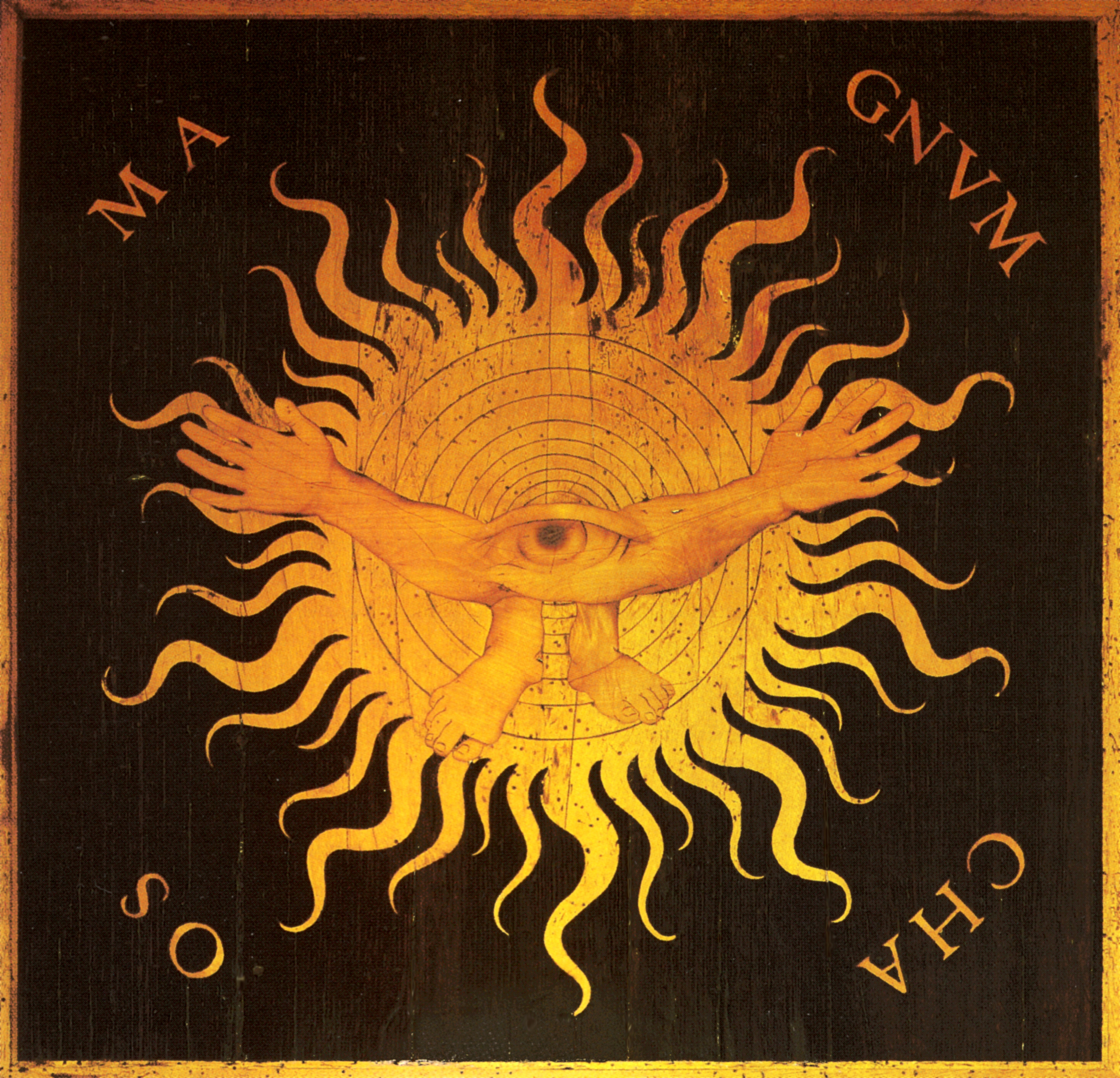
Magnum Chaos (die große gähnende Leere), 1524–1531, Chorschranken, Bergamo, S. Maria Maggiore
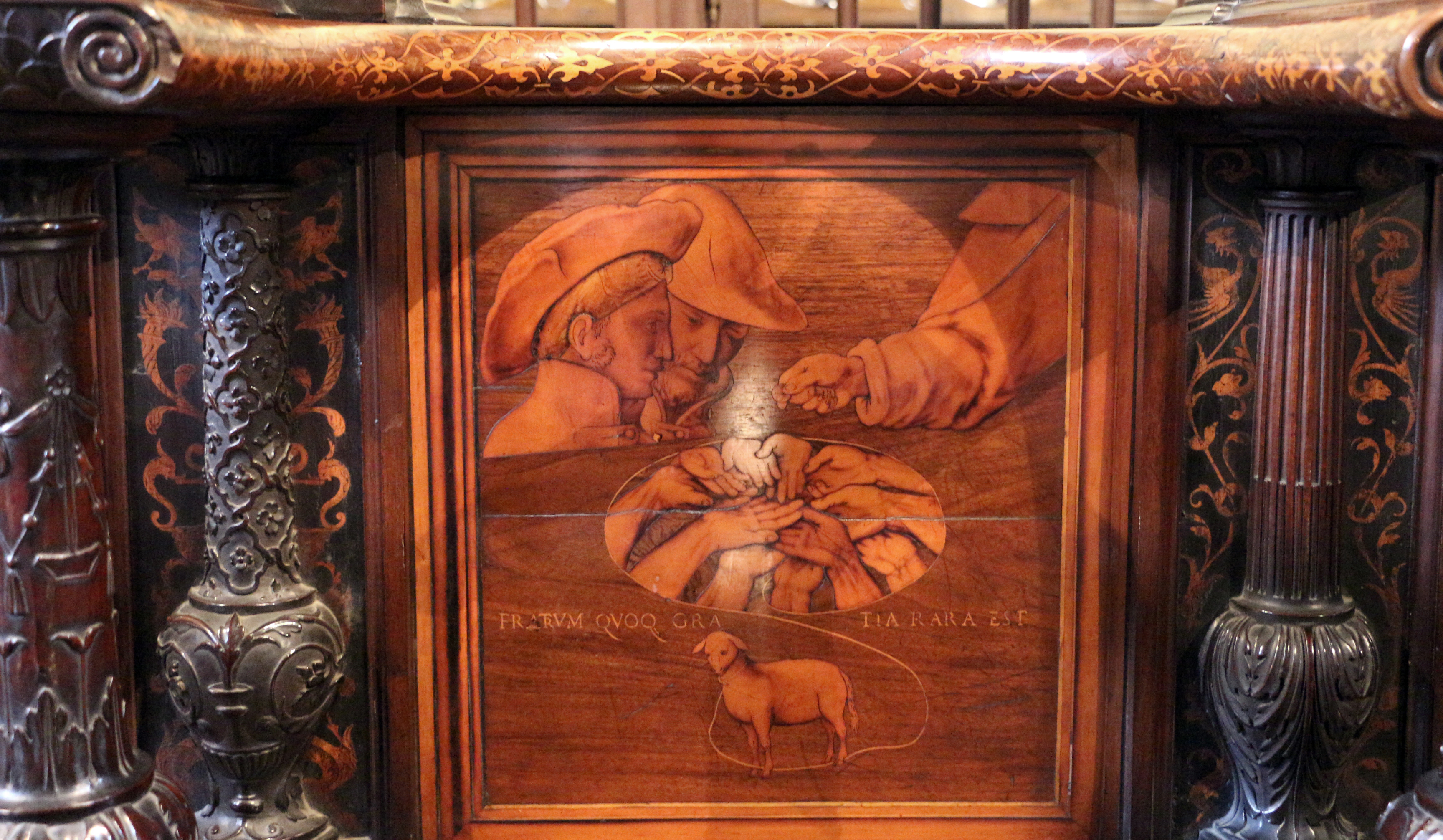
Brüderliche Dankbarkeit ist selten (Joseph und seine Brüder), 1524–1531, Chorschranken, Bergamo, S. Maria Maggiore
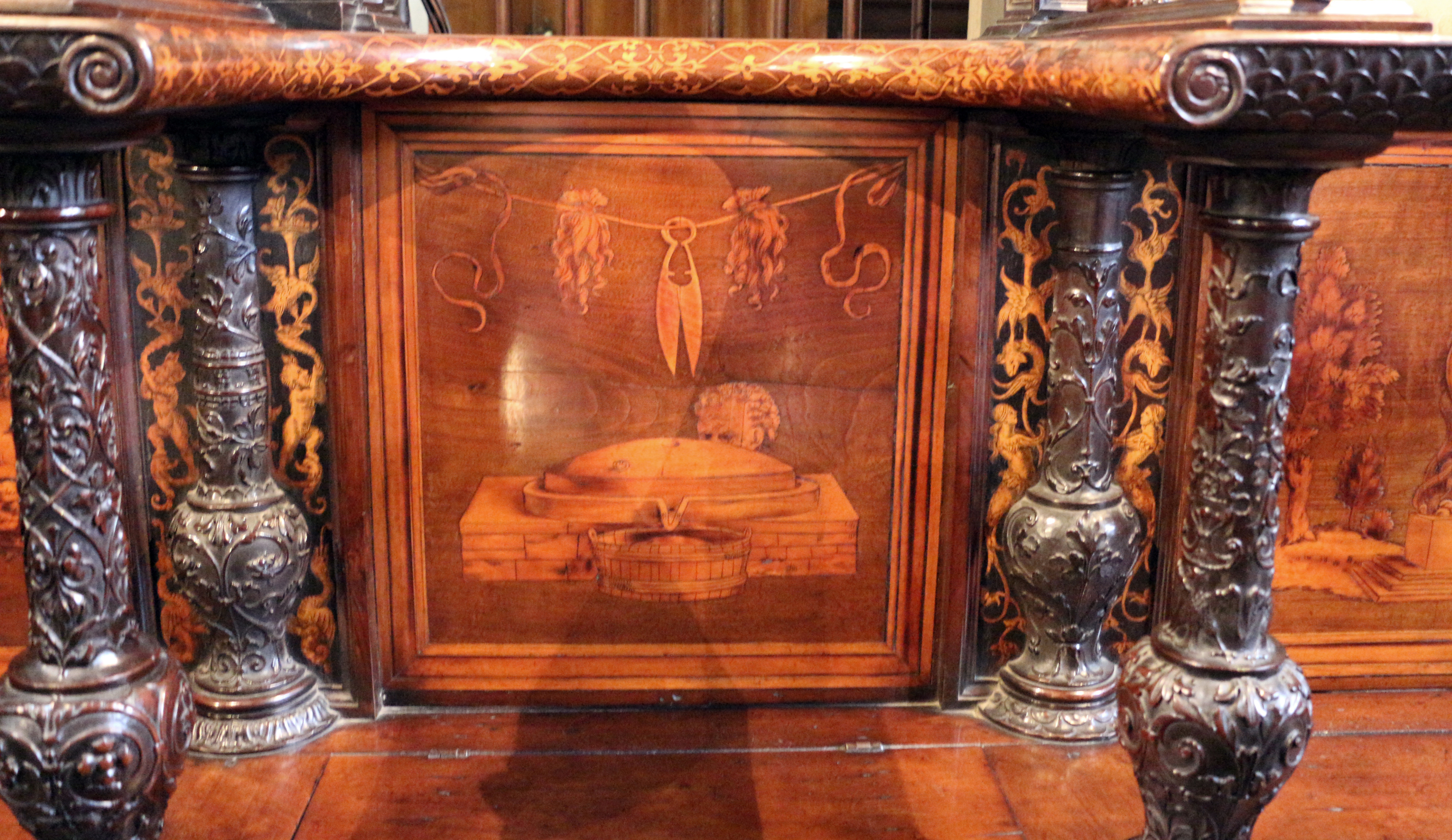
Samson und Dalilah, 1524–1531, Chorschranken, Bergamo, S. Maria Maggiore

## Werkliste (Auswahl)

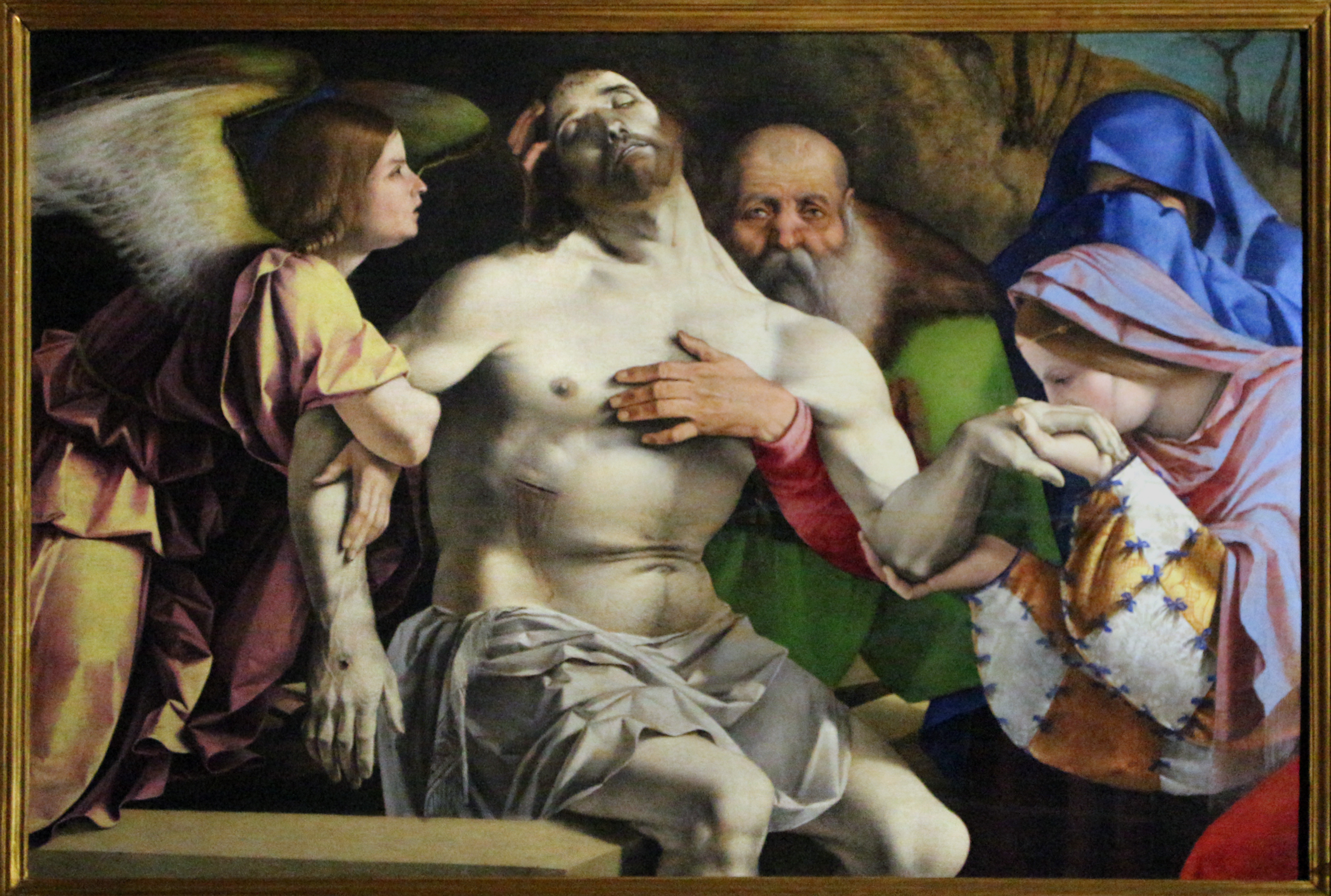
Pietà, 80 × 108 cm, Detail des Polyptychons von Recanati, 1506–08

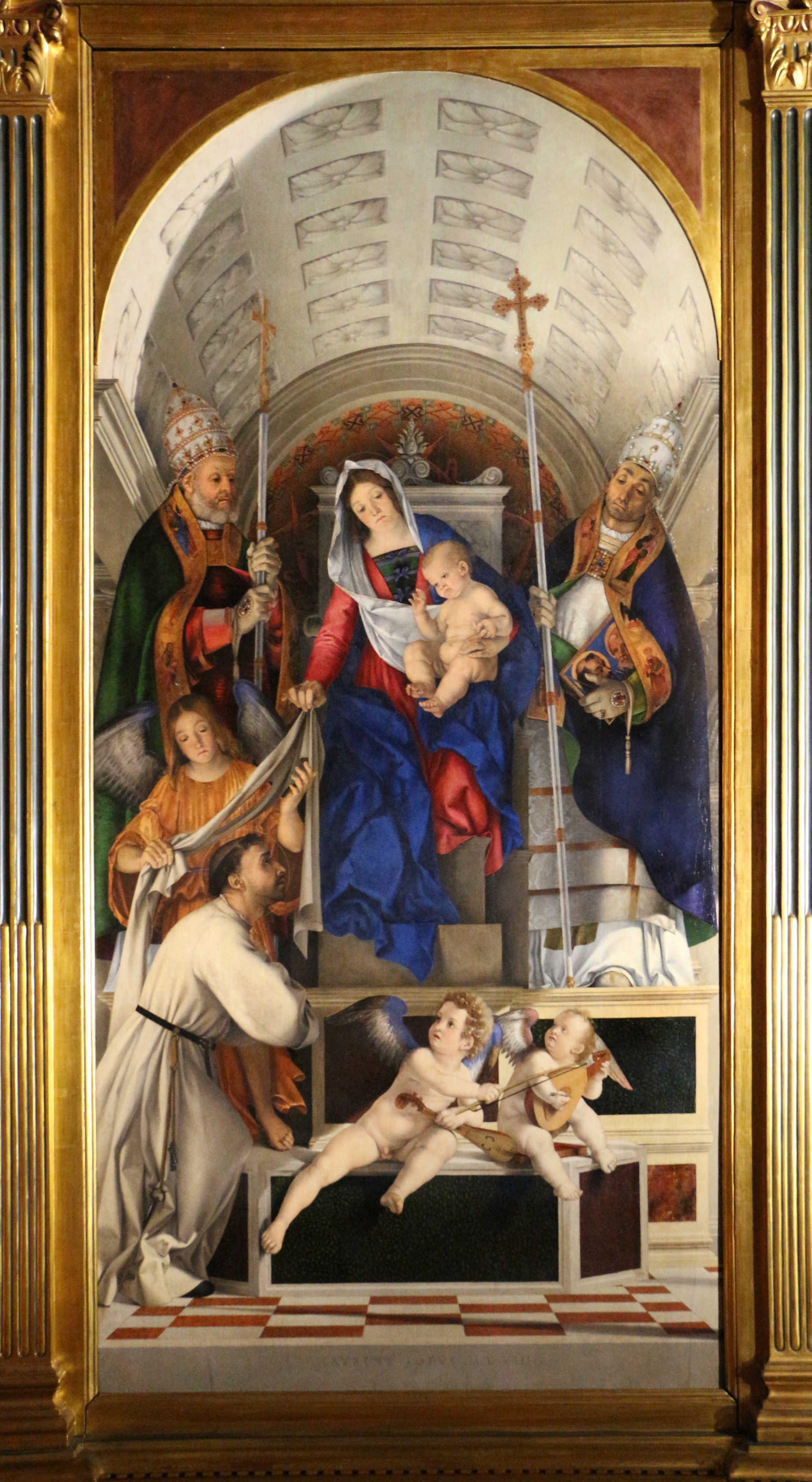
Maria mit Kind und Heiligen, 227 × 108 cm, Haupttafel des Polyptychons von Recanati, Pinacoteca Civica, Recanati, 1506–08

- 1503 Madonna mit Kind und dem Hl. Petrus Martyr, Museo di Capodimonte, Neapel
- ca. 1505 Madonna mit Kind und Heiligen, National Gallery of Scotland, Edinburgh
- 1505 Porträt Bernardo de’ Rossi, Museo di Capodimonte, Neapel
- 1505 Allegorie von Tugend und Laster (Deckel zum Porträt Bernardo de’ Rossi), National Gallery of Art, Washington
- ca. 1506 Allegorie der Keuschheit (Träumendes Mädchen), National Gallery of Art, Washington
- 1506 Pala con Santa Cristina, Gemeindekirche von Santa Cristina di Quinto (Treviso)
- 1506 Pala von Asolo (Maria Assunta und zwei Heilige), Dom, Asolo
- 1506 Hl. Hieronymus, Louvre, Paris
- ca. 1506 Bildnis eines Jünglings vor weißem Vorhang, Kunsthistorisches Museum, Wien
- 1506–1508 Polyptychon von Recanati, (urspr. in der Kirche San Domenico) Pinacoteca Civica, Recanati
- 1508 Madonna mit Kind, einem Heiligen Bischof und dem Hl. Onofrio, Galleria Borghese, Rom
- ca. 1508 Anbetung des Jesuskindes, Nationalmuseum in Krakau
- 1509 Begegnung mit Raffael in Rom (?)
- 1512 Verklärung Christi, Pinacoteca Civica, Recanati
- 1513–1516 Maria mit Kind und Heiligen (Pala Martinengo), Santi Bartolomeo e Stefano, Bergamo
- 1515 Doppelporträt Giovanni Agostino und Niccolò della Torre, National Gallery, London
- 1518 Maria mit dem Kind und dem kleinen Johannes, Gemäldegalerie Alte Meister, Dresden
- ca. 1518 Porträt der Lucina Brembati, Accademia Carrara, Bergamo
- 1521 Thronende Madonna mit Kind und Heiligen (Pala di San Bernardino), San Bernardino in Pignolo, Bergamo
- 1521 Maria auf dem Thron mit Heiligen (Pala di Santo Spirito), Santo Spirito, Bergamo
- 1521 Christus nimmt Abschied von seiner Mutter, Gemäldegalerie, Berlin
- 1523 Christi Geburt, National Gallery of Art, Washington
- 1523 Porträt des Messer Marsilio und seiner Frau, Museo Nacional del Prado, Madrid
- 1523 Die mystische Vermählung der heiligen Katharina von Alexandrien (und der Stifter Niccolò Bonghi), Accademia Carrara, Bergamo (teilweise zerstört !)[46]
- 1524 Madonna mit Kind und Heiligen (Mystische Hochzeit der Hl. Katharina), Gallerie Nazionali d’Arte Antica, Rom
- 1524 Freskenzyklus Christus als Weinstock und Leben der Hl. Barbara, Brigitta, Katharina und Magdalena im Oratorium der Villa Suardi, Trescore Balneario
- 1524–1531 Emblematische Intarsien zu Samson und Dalilah und weiteren biblischen Themen im Chorgestühl von Sant Maria Maggiore in Bergamo (Giovan Francesco Capoferri und Luciano da Imola nach Entwürfen Lorenzo Lottos)

- 1525 Freskenzyklus Leben der Jungfrau Maria in der Kirche San Michele al Pozzo Bianco, Bergamo
- ca. 1525 Polyptychon von Ponteranica, Kirche Santi Vincenzo e Alessandro, Ponteranica

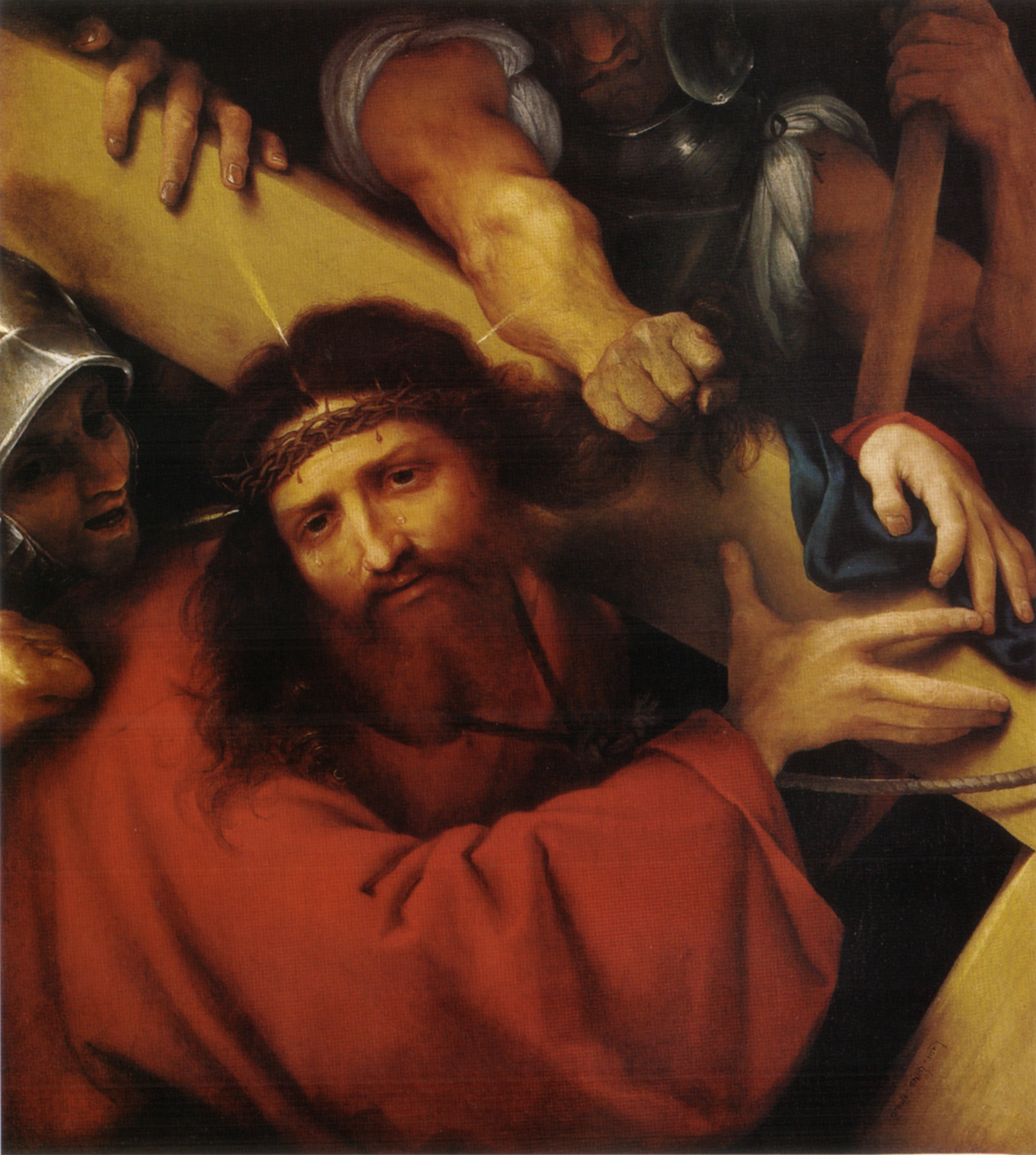
Christus auf dem Weg nach Golgotha, 66 × 60 cm, Louvre, Paris, 1526

- Christus auf dem Weg nach Golgotha, 66 × 60 cm, Louvre, Paris, 15261526 Christus auf dem Weg nach Golgotha (Cristo portacroce), Louvre, Paris
- um 1526 Christus und die Ehebrecherin, Louvre, Paris
- 1526 Pala von San Francesco al Monte, Pinacoteca Civica (Palazzo Pianetti), Jesi
- 1525–1535 Ein Goldschmied in drei Ansichten, Kunsthistorisches Museum, Wien
- 1527 Andrea Odoni, Royal Collection, Windsor Castle
- ca. 1527 Der Mann mit der Tierpranke, Kunsthistorisches Museum, Wien
- 1527–29 Apotheose des Hl. Nikolaus, Santa Maria dei Carmini, Venedig
- ca. 1530 Junger Mann am Schreibtisch, Accademia, Venedig
- 1532 Santa Lucia vor dem Richter, Pinacoteca Civica (Palazzo Pianetti), Jesi
- 1532 Verkündigung und Visitation, Pinacoteca Civica (Palazzo Pianetti), Jesi
- 1527–1533 Maria mit Kind und den Hl. Katharina und Jakobus, Kunsthistorisches Museum, Wien
- ca. 1534 Verkündigung, Pinacoteca Civica, Recanati
- ca. 1534 Anbetung der Hirten, Pinacoteca Tosio Martinengo, Brescia
- ca. 1535 Porträt eines Mannes, Galleria Borghese, Rom
- ca. 1536 Hl. Familie mit Engeln, Louvre, Paris
- 1539 Rosenkranzmadonna, Pinacoteca Civica, Cingoli
- ca. 1540 Venus und Cupido, Metropolitan Museum of Art, New York
- 1542 Die Almosen des St. Antonius, Santi Giovanni e Paolo, Venedig
- 1543–44 Porträt der Laura Pola, Pinacoteca di Brera, Mailand
- 1543–44 Porträt des Febo da Brescia, Pinacoteca di Brera, Mailand
- 1552–1556 Darstellung Jesu im Tempel, Museo della Santa Casa di Loreto

## Ausstellungen
- 1953 Dogenpalast, Venedig[47]
- 1997–99 Wanderausstellung: Bergamo – Paris – Washington[48]
- 2018–19 Wanderausstellung: Museo del Prado, Madrid – National Gallery, London – Museo Civico (Palazzo Buonaccorsi), Macerata[49][50]